# Insurgència jueva al Mandat de Palestina
La insurrecció jueva al Mandat britànic de Palestina, coneguda al Regne Unit com l'Emergència Palestina (anglès: Palestine Emergency) va ser una campanya paramilitar duta a terme per milícies sionistes i grups clandestins —inclosos el Haganà, el al Lehi i l'Irgun— contra el domini britànic al Mandat de Palestina de 1944 a 1948. Les tensions entre la clandestinitat sionista i les autoritats britàniques mandatàries van augmentar a partir de 1938 i es van intensificar amb la publicació del Llibre Blanc de 1939. El Document descrivia noves polítiques governamentals per imposar més restriccions a la immigració jueva i a la compra de terres, i declarava la intenció de donar la independència a Palestina, amb majoria àrab, en un termini de deu anys. Tot i que la Segona Guerra Mundial va portar una calma relativa, les tensions van tornar a escalar fins a una lluita armada cap al final de la guerra, quan va quedar clar que les potències de l'Eix estaven a prop de la derrota.
El Haganà, la més gran de les milícies clandestines jueves, que estava sota el control del lideratge jueu oficialment reconegut de Palestina, va continuar cooperant amb els britànics. Però el 1944 l'Irgun, una branca del Haganà, va llançar una rebel·lió contra el domini britànic, unint-se així al Lehi, que havia estat actiu contra les autoritats durant tota la guerra. Ambdues eren petites milícies dissidents del moviment revisionista de dretes. Van atacar objectius policials i governamentals en resposta a les restriccions d'immigració britàniques.
El conflicte armat es va intensificar durant la fase final de la Segona Guerra Mundial, quan l'Irgun va declarar una revolta el febrer de 1944, posant fi a la pausa en les operacions que havia començat el 1940. A partir de l'assassinat del Baró Moyne per Lehi el 1944, el Haganà es va oposar activament a l'Irgun i al Lehi, en un període de combats interjueus conegut com la Temporada de Caça, aturant efectivament la insurrecció. Tanmateix, a la tardor de 1945, després del final de la Segona Guerra Mundial tant a Europa (abril-maig de 1945) com a Àsia (setembre de 1945), quan va quedar clar que els britànics no permetrien una immigració jueva significativa i no tenien cap intenció d'establir immediatament un estat jueu, el Haganà va iniciar un període de cooperació amb les altres dues organitzacions clandestines. Van formar conjuntament el Moviment de la Resistència Jueva. El Haganà es va abstenir de la confrontació directa amb les forces britàniques i va concentrar els seus esforços en atacar el control de la immigració britànic, mentre que l'Irgun i el Lehi atacaven objectius militars i policials. El Moviment de Resistència es va dissoldre enmig de recriminacions el juliol de 1946, després de l'atemptat de l'Hotel King David. L'Irgun i el Lehi van començar a actuar de manera independent, mentre que la principal milícia clandestina, el Haganà, va continuar actuant principalment donant suport a la immigració jueva. El Haganà va tornar a treballar breument per suprimir les operacions de l'Irgun i el Lehi, a causa de la presència d'un comitè d'investigació de les Nacions Unides a Palestina. Després de l' aprovació de la resolució del Pla de Partició de l'ONU el 29 de novembre de 1947, la guerra civil entre jueus i àrabs palestins va eclipsar les tensions prèvies d'ambdós amb els britànics. No obstant això, les forces britàniques i sionistes van continuar enfrontant-se durant tot el període de la guerra civil fins a la fi del Mandat Britànic per a Palestina i la Declaració d'Independència d'Israel el 14 de maig de 1948.
Dins del Regne Unit, hi havia profundes divisions per la guerra a Palestina. Desenes de soldats britànics, militants jueus i civils van morir durant les campanyes d'insurgència. El conflicte va provocar un augment de l'antisemitisme al Regne Unit. L'agost de 1947, després de la penjada de dos sergents britànics segrestats, hi va haver disturbis antijueus generalitzats a tot el Regne Unit. El conflicte també va causar tensions en les relacions angloamericanes.

## Fons

### Entre les guerres mundials
Tot i que tant la Declaració Balfour de 1917 com els termes del Mandat Britànic de Palestina de la Societat de Nacions demanaven una llar nacional per al poble jueu a Palestina, els britànics no van acceptar cap vincle entre Palestina i la situació dels jueus europeus. Després de les Lleis de Nuremberg de 1935, molts jueus alemanys van buscar refugi a l'estranger i, a finals de 1939, uns 80.000 havien rebut refugi a la mateixa Gran Bretanya.

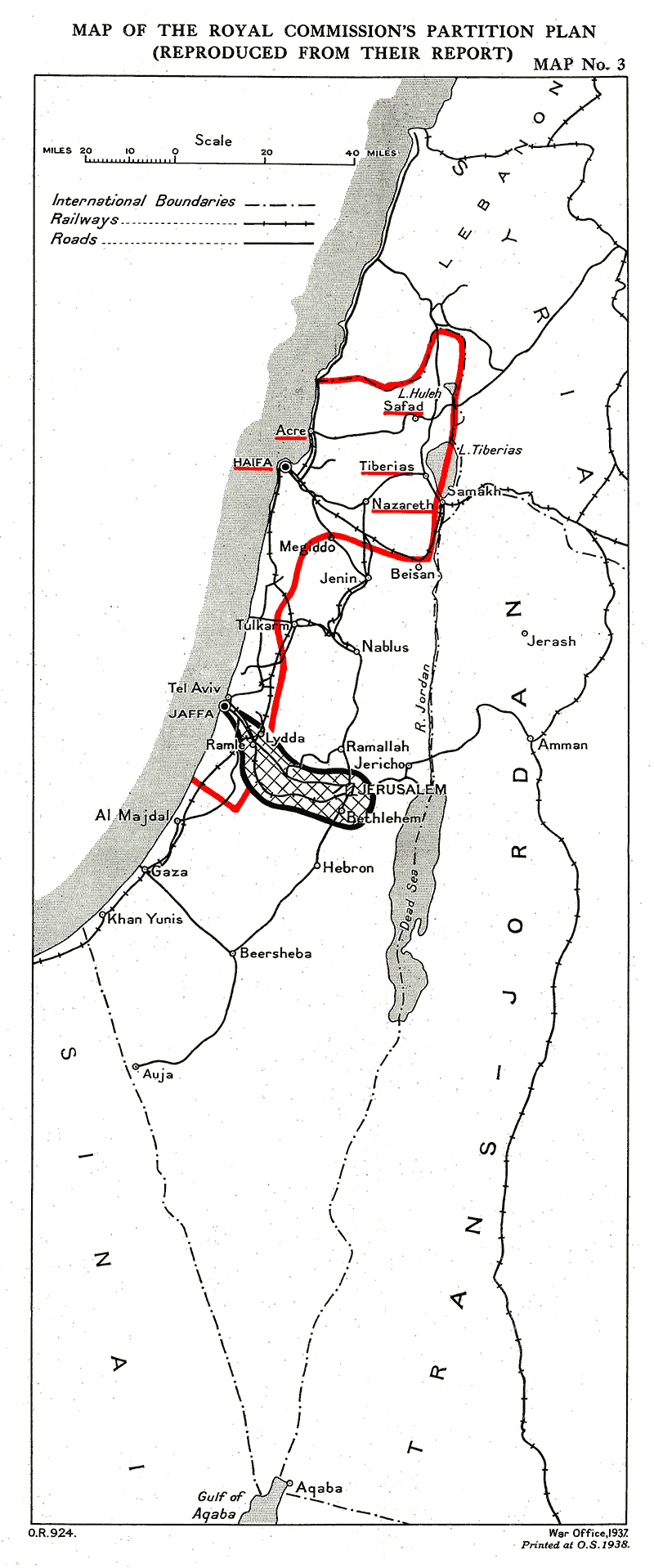
Pla de partició de la Comissió Peel, juliol de 1937

El 1936–37, poc després de l'inici de la revolta àrab a Palestina, el comte Peel va dirigir una comissió per considerar una solució. La Comissió Peel va proposar una partició de Palestina que implicava el reassentament obligatori d'alguns habitants àrabs i jueus. No era acceptable ni per als líders àrabs ni per als jueus, tot i que David Ben-Gurion va comentar el 1937: "El trasllat obligatori dels àrabs de les valls de l'estat jueu proposat ens podria donar alguna cosa que mai hem tingut, ni tan sols quan estàvem sols durant els dies del Primer i el Segon Temple". El vintè Congrés Sionista va resoldre l'agost de 1937 que: "el pla de partició proposat per la Comissió Peel no s'havia d'acceptar"; però desitjava "continuar les negociacions per tal d'aclarir la substància exacta de la proposta del govern britànic per a la fundació d'un estat jueu a Palestina".
Es va fer un altre intent a la Comissió Woodhead, també coneguda com la "Comissió de Partició de Palestina", l'informe de la qual es va publicar a finals de 1938. L'11 de novembre de 1938 va seguir una declaració governamental (Cmnd 5843) . Concloïa que: "El Govern de Sa Majestat, després d'un estudi acurat de l'informe de la Comissió de Partició, ha arribat a la conclusió que aquest examen addicional ha demostrat que les dificultats polítiques, administratives i financeres que implica la proposta de crear estats àrabs i jueus independents dins de Palestina són tan grans que aquesta solució al problema és impracticable". La breu Conferència de St. James va seguir a principis de 1939.
Gran Bretanya també va assistir a la Conferència internacional d'Évian el 1938 sobre la qüestió de proporcionar refugiats d'Alemanya. No es va parlar de Palestina com a refugi perquè podria empitjorar la revolta àrab en curs; els sionistes, naturalment, esperaven que Palestina fos la principal destinació de tots aquests refugiats.

### Restriccions a la immigració britànica i el Llibre Blanc de 1939
A la dècada de 1920, els britànics van imposar restriccions a la immigració jueva a Palestina i a la capacitat dels jueus de comprar terres, al·legant que aquestes decisions es van prendre a causa de preocupacions sobre la capacitat d'absorció econòmica del país. A la dècada de 1930, les autoritats britàniques van establir una quota per als certificats d'immigració i van autoritzar l'Agència Jueva a lliurar-los a la seva discreció. Poc abans de l'esclat de la Segona Guerra Mundial, els britànics van presentar el Llibre Blanc de 1939. El Llibre Blanc rebutjava el concepte de partició de Palestina en estats jueus i àrabs i anunciava que el país es convertiria en un estat binacional independent amb majoria àrab. Va reduir severament la immigració jueva, permetent que només 75.000 jueus emigressin a Palestina del 1940 al 1944, que consistia en una quota anual de 10.000 per any i una quota suplementària de 25.000 per cobrir les emergències de refugiats repartides durant el mateix període. Posteriorment, la immigració jueva posterior dependria del consentiment de la majoria àrab. Les vendes de terres àrabs als jueus havien de ser restringides.
En reacció a les restriccions britàniques, va començar la immigració il·legal a Palestina. Inicialment, els jueus van entrar a Palestina per terra, principalment creuant la frontera nord, on van rebre l'ajuda dels assentaments fronterers. A principis de la dècada de 1930, quan travessar la frontera nord es va tornar més difícil, es van trobar altres rutes. Milers de jueus van arribar a Palestina amb visats d'estudiant o turista, i mai van tornar als seus països d'origen. Les dones jueves sovint contreien matrimonis ficticis amb residents de Palestina per poder entrar amb finalitats de reunificació familiar. El 1934, el primer intent marítim de portar jueus a Palestina va tenir lloc quan uns 350 jueus del moviment HeHalutz a Polònia que no estaven disposats a esperar els certificats van navegar cap a Palestina al Vallos, un vaixell noliejat. Dos vaixells més que transportaven immigrants il·legals van arribar el 1937, i diversos més el 1938 i el 1939. Aquests viatges van ser organitzats principalment per l'Organització Sionista Revisionista i l'Irgun. Fins al 1938, l'Agència Jueva es va oposar a la immigració il·legal, per por que afectés el nombre de certificats d'immigració emesos.
En general, entre 1929 i 1940, va tenir lloc un període d'immigració jueva massiva conegut com la Cinquena Aliyà malgrat les restriccions britàniques. Gairebé 250.000 jueus (dels quals 20.000 van marxar més tard) van immigrar a Palestina, molts d'ells il·legalment.

### Durant la Segona Guerra Mundial (1939–1944)
La Segona Guerra Mundial va esclatar quan les autoritats mandatàries de Palestina es trobaven en les etapes finals de sotmetre la revolta armada àrab de 1936-1939. Totes les organitzacions jueves, inclosos els sionistes a Europa, també van tenir un paper important en la resistència jueva als nazis a Europa, aliant-se automàticament amb les forces aliades, inclosos els britànics.
El Yishuv va deixar de banda temporalment les seves diferències amb els britànics pel que fa al Llibre Blanc, decidint que derrotar els nazis era un objectiu més urgent. El líder dels jueus de Palestina, David Ben-Gurion, va fer una crida als jueus a "donar suport als britànics com si no hi hagués cap Llibre Blanc i oposar-s'hi com si no hi hagués guerra".  Durant la guerra, els jueus palestins es van oferir voluntaris en gran nombre per servir a l'exèrcit britànic, servint principalment al nord d'Àfrica. Dels 470.000 jueus que hi havia a Palestina en aquell moment, uns 30.000 van servir a l'exèrcit britànic durant la guerra. Hi havia un batalló jueu adscrit al 1r Batalló de l'exèrcit britànic, el Royal East Kent Regiment, estacionat a Palestina.

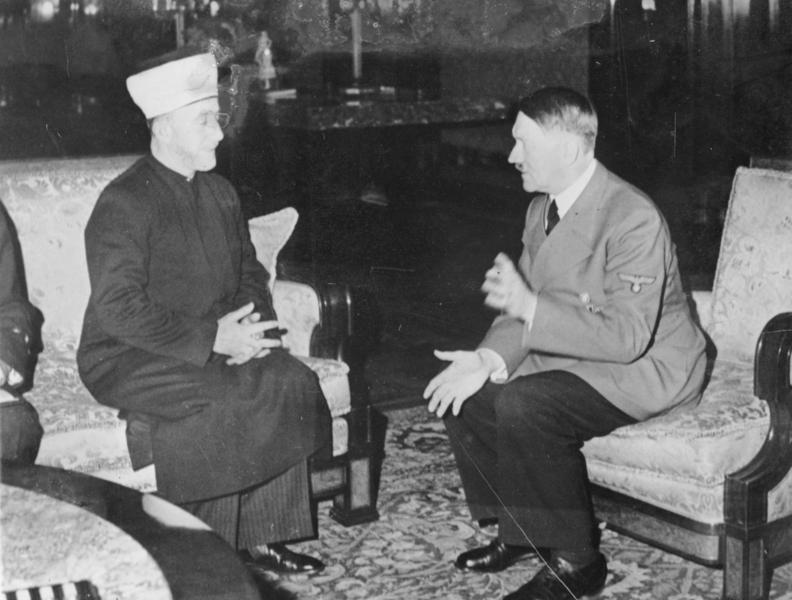
El Gran Mufti de Jerusalem i President del Consell Suprem Islàmic, Amin al-Husayni, el cap dels àrabs palestins, reunit amb Adolf Hitler. 28 de novembre de 1941

Amb el declivi de la Revolta Àrab al setembre de 1939, les tensions entre jueus i àrabs també es van relaxar. Durant la guerra, entre els àrabs palestins, el clan Nashashibi va donar suport als britànics, mentre que una altra facció àrab palestina, liderada per l'exiliat Amin al-Husayni, va donar suport a les potències de l'Eix. Amin al-Husayni es va convertir en el col·laborador àrab més destacat de les potències de l'Eix.
El Regiment de Palestina es va formar el 1942, combinant tres batallons jueus i un d'àrab, arribant a un total de 3.800 voluntaris. Va participar en activitats a l'escenari mediterrani de la guerra, patint baixes durant la campanya del Nord d'Àfrica. El Grup Especial d'Interrogatori també es va formar el 1942 com una unitat de comando composta per jueus palestins de parla alemanya. Va dur a terme operacions de comando i sabotatge durant la campanya del Desert Occidental.
El grup clandestí jueu Irgun va cessar totes les activitats antibritàniques el setembre de 1939 i va donar suport als britànics. Es va enviar una unitat de l'Irgun per ajudar les forces britàniques que lluitaven a l'Orient Mitjà. El 1941, David Raziel, de l'Irgun , va morir mentre lluitava al Regne de l'Iraq amb els britànics contra el règim pro-Eix d'aquell país. L'Irgun també va proporcionar als britànics informació d'Europa de l'Est i del Nord d'Àfrica i va permetre als membres allistar-se a l'exèrcit britànic.
Tanmateix, a l'agost de 1940, el membre de l'Irgun Avraham Stern va formar el Lehi, un grup separatista que afavoria la lluita armada contra els britànics per expulsar-los de Palestina i establir immediatament un estat jueu. Stern no era conscient de la intenció dels nazis d'exterminar els jueus i creia que Hitler volia convertir Alemanya en judenrein mitjançant l'emigració. Stern va proposar una aliança amb l'Alemanya nazi, oferint als alemanys ajuda per conquerir l'Orient Mitjà i expulsar els britànics a canvi de l'establiment d'un estat jueu a Palestina, que després acolliria el judaisme europeu. Aquesta proposta, que mai va rebre resposta, va costar molt de suport a Lehi i Stern. Stern es va convertir en un pària entre els jueus de Palestina i ell mateix va ser assassinat per la policia britànica el 1942.
Durant la guerra, una unitat especial de paracaigudistes de l'exèrcit britànic composta per homes i dones jueus de Palestina estava activa. Els membres de la unitat van ser enviats a l'Europa ocupada, principalment per llançament aeri, per ajudar a organitzar i participar en activitats de resistència local sobre el terreny. Uns 250 homes i dones es van presentar voluntaris, dels quals 110 van rebre entrenament i 37 van ser infiltrats.
El desembre de 1942, quan els aliats van saber de l'assassinat en massa de jueus europeus, els britànics van continuar negant-se a canviar la seva política d'immigració limitada o a admetre jueus de l'Europa controlada pels nazis en nombres fora de la quota imposada pel Llibre Blanc, i la Royal Navy va impedir que els vaixells amb refugiats jueus arribessin a Palestina. Alguns vaixells que transportaven refugiats jueus van ser retornats cap a Europa, tot i que en un cas, uns 2.000 jueus que fugien d'Europa per mar van ser detinguts en un camp a Maurici i se'ls va donar l'opció d'emigrar a Palestina després de la guerra. Els britànics també van aturar tots els intents dels jueus palestins de subornar els nazis perquè alliberessin jueus europeus. Quan els aliats van saber de l'Holocaust, quedaven 34.000 certificats d'immigració jueva per a Palestina. El 1943, es van distribuir aproximadament la meitat dels certificats restants i, al final de la guerra, en quedaven 3.000.

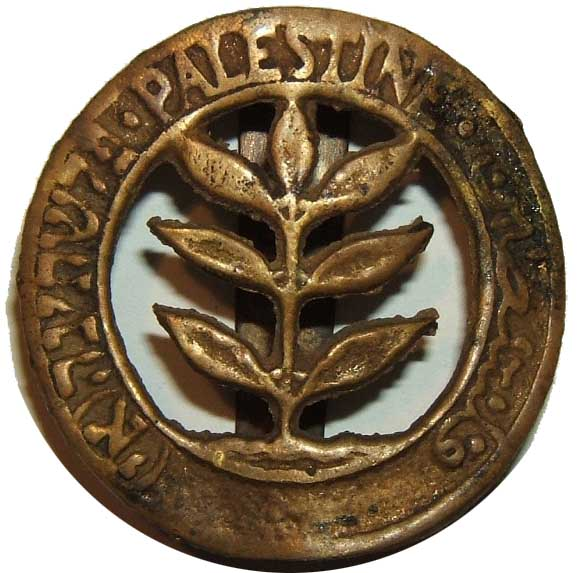
Insígnia de la Brigada Jueva

El setembre de 1944 es va formar la Brigada Jueva, basada en el nucli del Regiment de Palestina. La brigada estava formada per gairebé 5.000 voluntaris, incloent-hi tres antics batallons del Regiment de Palestina, el 200è Regiment de Camp, l'Artilleria Reial i diverses unitats de suport. La brigada va ser enviada a participar a la campanya d'Itàlia a finals de 1944 i més tard va participar en l'ofensiva de la primavera de 1945 a Itàlia contra les forces alemanyes.

## Història

### Restriccions britàniques a la immigració jueva
Vegeu també: Pogrom de Kielce, Brichah i camp de persones desplaçades de Bergen-Belsen
Durant les eleccions britàniques de 1945, el  Partit Laborista es va comprometre que si tornaven al poder, revocarien el Llibre Blanc de 1939, permetrien la lliure immigració jueva a Palestina i convertirien Palestina en una llar nacional jueva que evolucionaria gradualment cap a un estat independent. El canceller laborista Hugh Dalton va emetre un comunicat demanant el trasllat de població àrab i fins i tot examinant la possibilitat d'ampliar encara més les fronteres d'un futur estat jueu. Tanmateix, el nou ministre d'Afers Exteriors laborista, Ernest Bevin, va decidir mantenir fortes restriccions a la immigració jueva. Bevin va afavorir la política del Llibre Blanc de convertir Palestina en un estat àrab amb una minoria jueva que tindria drets polítics i econòmics. Temia que la creació d'un estat jueu inflamés l'opinió àrab i posés en perill la posició de Gran Bretanya com a potència dominant a l'Orient Mitjà. Bevin també creia que la majoria dels supervivents de l'Holocaust desplaçats haurien de ser reassentats a Europa en lloc de Palestina.
A causa de les restriccions d'immigració britàniques, l'Agència Executiva Jueva va recórrer a la immigració il·legal. Durant els anys següents, desenes de milers de jueus van navegar cap a Palestina en vaixells superpoblats en un programa conegut com a Aliyah Bet, tot i que es coneixia gairebé amb certesa que això els conduiria a l'empresonament en un camp de presoners britànic (la majoria dels vaixells van ser interceptats). La gran majoria eren jueus europeus, inclosos molts supervivents de l'Holocaust, tot i que també hi van participar alguns jueus nord-africans.
A Europa, antics partisans jueus liderats per Abba Kovner van començar a organitzar rutes d'escapament que portaven jueus des de l'Europa de l'Est fins al Mediterrani, on l'Agència Jueva va organitzar vaixells per transportar-los il·legalment a Palestina. Els funcionaris britànics de les zones alemanyes ocupades van intentar aturar la immigració jueva negant-se a reconèixer els jueus com a grup nacional i exigint que tornessin als seus llocs d'origen. El govern britànic va exercir pressió diplomàtica sobre Polònia, l'origen d'un gran nombre de refugiats jueus, per reprimir l'emigració jueva, ja que Polònia va permetre lliurement als jueus marxar sense visats ni permisos de sortida, però els seus esforços van resultar inútils. El govern polonès va donar suport a l'emigració, ja que els permetia evitar la responsabilitat d'haver de fer front a reclamacions de propietat de jueus polonesos que tornaven a casa, només per trobar les seves propietats ara en mans d'altres. El 1947, el Servei d'Intel·ligència Secreta britànic (MI6) va llançar l'Operació Embarrass, una operació clandestina per fer explotar vaixells buits en ports italians que es preparaven per portar refugiats jueus a Palestina, fent que els agents col·loquessin mines lapa als vaixells. Des de l'estiu de 1947 fins a principis de 1948, es van dur a terme cinc atacs d'aquest tipus, destruint un vaixell i danyant-ne dos més. Es van descobrir dues mines britàniques més abans que detonessin. Un informe afirmava que "només 1 de cada 30 vaixells que transportaven immigrants il·legals va arribar al seu destí".
En les primeres etapes de la immigració il·legal, es van utilitzar petites embarcacions costaneres per portar refugiats jueus, però aviat es van utilitzar grans vaixells. En total, es van emprar uns 60 vaixells, inclosos 10 vaixells adquirits com a excedents de guerra de cementiris nord-americans. Entre les tripulacions hi havia voluntaris jueus americans i canadencs. Per tal d'evitar que els migrants il·legals jueus arribessin a Palestina, es va establir un bloqueig naval per aturar els vaixells que transportaven migrants il·legals, i hi va haver una àmplia recopilació d'intel·ligència i pressió diplomàtica sobre els països pels quals passaven els migrants o dels ports dels quals provenien els vaixells. Quan es veia un vaixell d'immigrants il·legals, els vaixells de guerra s'hi acostaven i sovint maniobrava violentament per evitar ser abordat. Aleshores, s'enviaven grups d'abordatge britànics formats per Royal Marines i paracaigudistes per prendre el control del vaixell. En 27 vaixells, es van trobar amb cert nivell de resistència, inclosos 13 casos de resistència violenta, durant els quals els grups d'abordatge van ser oposats per passatgers armats amb armes com ara garrots, barres de ferro, destrals, bombes incendiàries, mànegues de vapor cremant i pistoles. Els vaixells de la Royal Navy estavellaven els transports, i els grups d'abordatge es van obrir pas per la força als vaixells i es van involucrar en combats cos a cos per obtenir el control. En cinc casos, es van utilitzar armes de foc. Durant aquests enfrontaments, dos vaixells de guerra de la Royal Navy van resultar danyats en col·lisions amb vaixells d'immigrants. Set soldats britànics van morir durant les batalles per prendre el control dels vaixells d'immigrants, la majoria dels quals es van ofegar després de ser empesos per la borda pels passatgers. Sis passatgers també van morir. Del 1945 al 1948, uns 80.000 immigrants il·legals van intentar entrar a Palestina. Uns 49 vaixells d'immigrants il·legals van ser capturats i 66.000 persones van ser detingudes. Unes 1.600 més es van ofegar al mar.
El 1945, es va reobrir el camp de detinguts d'Atlit. El camp s'havia construït a la dècada de 1930 per allotjar immigrants jueus il·legals que fugien d'Europa, i durant la Segona Guerra Mundial s'havia utilitzat per allotjar refugiats jueus que fugien de l'Holocaust, que sovint eren retinguts durant un període de temps prolongat abans de ser alliberats. A mesura que cada cop més il·legals començaven a arribar a Palestina, el camp es va reobrir. L'octubre de 1945, una incursió del Palmach va alliberar 208 reclusos. Una setmana després de l'atemptat amb bomba de l'hotel King David el juliol de 1946, quatre vaixells que transportaven 6.000 immigrants il·legals van arribar a Haifa, desbordant completament el camp d'Atlit. El govern britànic, que sabia des de feia temps que no podria contenir la immigració jueva, va establir camps d'internament a l'illa de Xipre per detenir tots els immigrants il·legals. Uns 53.000 jueus, majoritàriament supervivents de l'Holocaust, van passar per aquestes instal·lacions de detenció.
Els funcionaris britànics de les zones alliberades van intentar aturar la immigració jueva i no van reconèixer els jueus com a grup nacional, exigint-los que tornessin als seus llocs d'origen. Els supervivents dels camps de concentració jueus ( ersones desplaçades o DP) es van veure obligats a compartir allotjament amb DP no jueus, alguns dels quals eren antics [col·laboració amb l'Alemanya nazi i l'Itàlia feixista|col·laboradors nazis]], que ara buscaven asil. En alguns casos, es va donar als antics nazis posicions d'autoritat als camps, que van utilitzar per abusar dels supervivents jueus. Es va tallar el subministrament d'aliments als supervivents dels camps de concentració jueus a la zona britànica per evitar que ajudessin els jueus que fugien de l'Europa de l'Est. A la zona britànica se'ls va negar el suport amb l'argument que no havien estat desplaçats per la guerra.
Les tropes a la zona nord-americana tampoc ajudaven els supervivents, però el 1945, el president dels Estats Units, Harry S. Truman, va enviar un representant personal, Earl G. Harrison, per investigar la situació dels supervivents jueus a Europa. Harrison va informar:
| « | [S]'han d'esperar moviments substancials no oficials i no autoritzats de persones, i caldrà una força considerable per evitar-los, ja que la paciència de moltes de les persones implicades s'acosta, i al meu entendre amb raó, al punt de ruptura. No es pot exagerar que moltes d'aquestes persones estan ara desesperades, que s'han acostumat sota el domini alemany a emprar tots els mitjans possibles per arribar al seu fi i que la por a la mort no les frena.. | » |

L'informe Harrison va canviar la política dels Estats Units a les zones ocupades, i la política dels EUA es va centrar cada cop més en ajudar els jueus a escapar de l'Europa de l'Est. Els jueus que escapen dels atacs antisemites de la postguerra a l'Europa de l'Est van aprendre a evitar la zona britànica i, en general, es van moure per les zones americanes.
L'abril de 1946, el Comitè d'Investigació Angloamericà va informar que, si tinguessin l'oportunitat, mig milió de jueus immigrarien a Palestina:
| « | A Polònia, Hongria i Romania, el principal desig és sortir. ... La gran majoria de les persones desplaçades i migrants jueus, però, creuen que l'únic lloc que ofereix una perspectiva és Palestina. | » |

Una enquesta a demòcrates jueus va trobar que el 96,8% escollirien Palestina.
El Comitè Angloamericà va recomanar que 100.000 jueus fossin admesos immediatament a Palestina. El president dels Estats Units, Truman, va pressionar els britànics perquè accedissin a aquesta demanda. Malgrat les promeses del govern britànic de complir la decisió del comitè, els britànics van decidir persistir amb les restriccions a la migració jueva. El ministre d'Afers Exteriors, Bevin, va remarcar que la pressió americana per admetre 100.000 jueus a Palestina era perquè "no en volen massa a Nova York". El primer ministre Clement Attlee va anunciar que no es permetria l'entrada de 100.000 jueus a Palestina mentre no es dissolessin els "exèrcits il·legals" de Palestina (és a dir, les milícies jueves) .
A l'octubre de 1946, en compliment de la recomanació del Comitè Angloamericà, Gran Bretanya va decidir permetre l'entrada de 96.000 jueus més a Palestina a un ritme de 1.500 al mes. La meitat d'aquesta quota mensual es va assignar als jueus de les presons de Xipre, a causa del temor que si el nombre de presoners jueus als camps de Xipre continuava creixent, això acabaria provocant un aixecament all.
El 18 de juliol de 1947, la Royal Navy va interceptar l'Exodus 1947 un vaixell carregat amb 4.515 refugiats que es dirigia a Palestina. Els passatgers es van resistir violentament i l'abordatge va acabar amb dos passatgers i un tripulant morts. Bevin va decidir que, en lloc de ser enviats a Xipre, els immigrants a bord de l'Exodus serien retornats al port d'origen del vaixell a França. Bevin creia que enviar immigrants il·legals a Xipre, on aleshores es qualificaven per a la inclusió en quotes d'immigració legal a Palestina, només fomentava més immigració il·legal. En obligar-los a tornar al seu port d'origen, Bevin esperava dissuadir futurs immigrants il·legals. Tanmateix, el govern francès va anunciar que no permetria el desembarcament de passatgers tret que fos voluntari per part seva. Els passatgers es van negar a desembarcar, passant setmanes en condicions difícils. El vaixell va ser portat a Alemanya, on els passatgers van ser desallotjats per la força a Hamburg i retornats als camps de refugiats. L'esdeveniment es va convertir en un important esdeveniment mediàtic, influint en les deliberacions de l'ONU, danyant la imatge i el prestigi internacionals de Gran Bretanya i exacerbant la ja deficient relació entre Gran Bretanya i els jueus.

### Comença la insurrecció

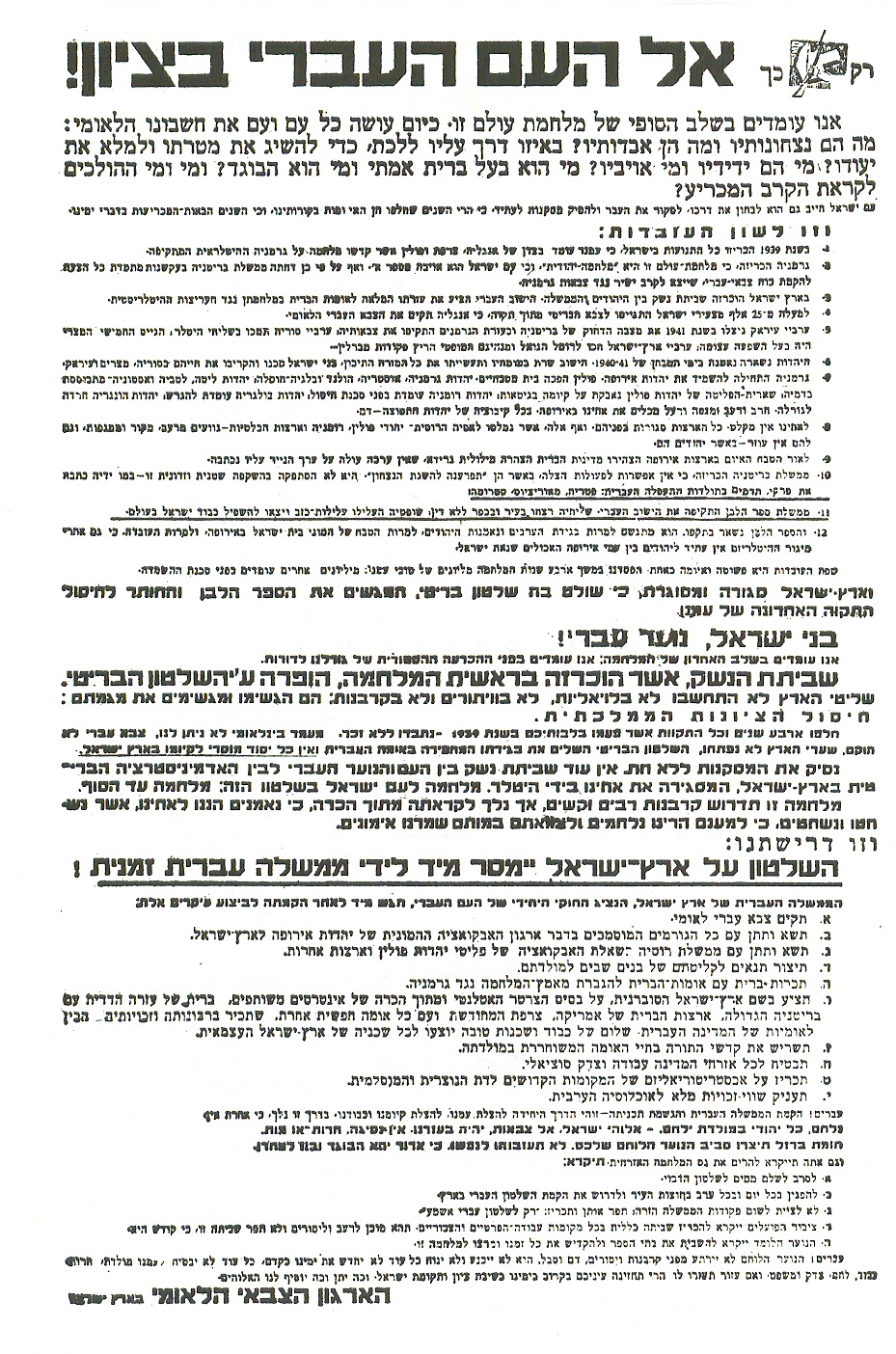
Declaració de revolta de l'Irgun, 1 de febrer de 1944

Hi ha un acord general entre els historiadors que la lluita clandestina jueva a Palestina es va abstenir d'una lluita oberta contra Gran Bretanya, mentre l'enemic conjunt d'Alemanya encara estigués en llibertat. Aquest enfocament va canviar cap a principis de 1944, amb la retirada de les forces de l'Eix del Mediterrani i els avenços de l'Exèrcit Roig al Front Oriental. Amb la sensació general que les forces de l'Eix a Europa s'acostaven a la seva derrota, l'Irgun va decidir canviar la seva política de l'alto el foc a una campanya activa de violència, sempre que no perjudiqués l'esforç bèl·lic contra l'Alemanya nazi.
A la tardor de 1943, l'Irgun es va acostar al Lehi i va proposar dur a terme conjuntament una insurrecció. L'Irgun estava ara dirigit per Menachem Begin, que havia encapçalat Betar a Polònia abans d'arribar a Palestina amb les forces poloneses a l'exili i passar a la clandestinitat. Begin creia que l'única manera de salvar el judaisme europeu era obligar els britànics a abandonar Palestina el més aviat possible i obrir el país a la immigració jueva sense restriccions. Va idear una nova estratègia dissenyada per pressionar els britànics, proposant una sèrie d'operacions clandestines espectaculars que humiliarien els britànics i els farien respondre amb mesures repressives que antagonitzarien el Yixuv, alienarien els aliats de Gran Bretanya i causarien controvèrsia entre el públic britànic. Begin creia que la insurrecció convertiria Palestina en una "casa de vidre" amb l'atenció del món centrada en ella, i que els britànics, davant d'una elecció entre la repressió contínua o la retirada, finalment optarien per retirar-se. Per no perjudicar l'esforç bèl·lic continu contra l'Alemanya nazi, Begin va decidir evitar atacar objectius militars britànics fins que Alemanya fos derrotada.

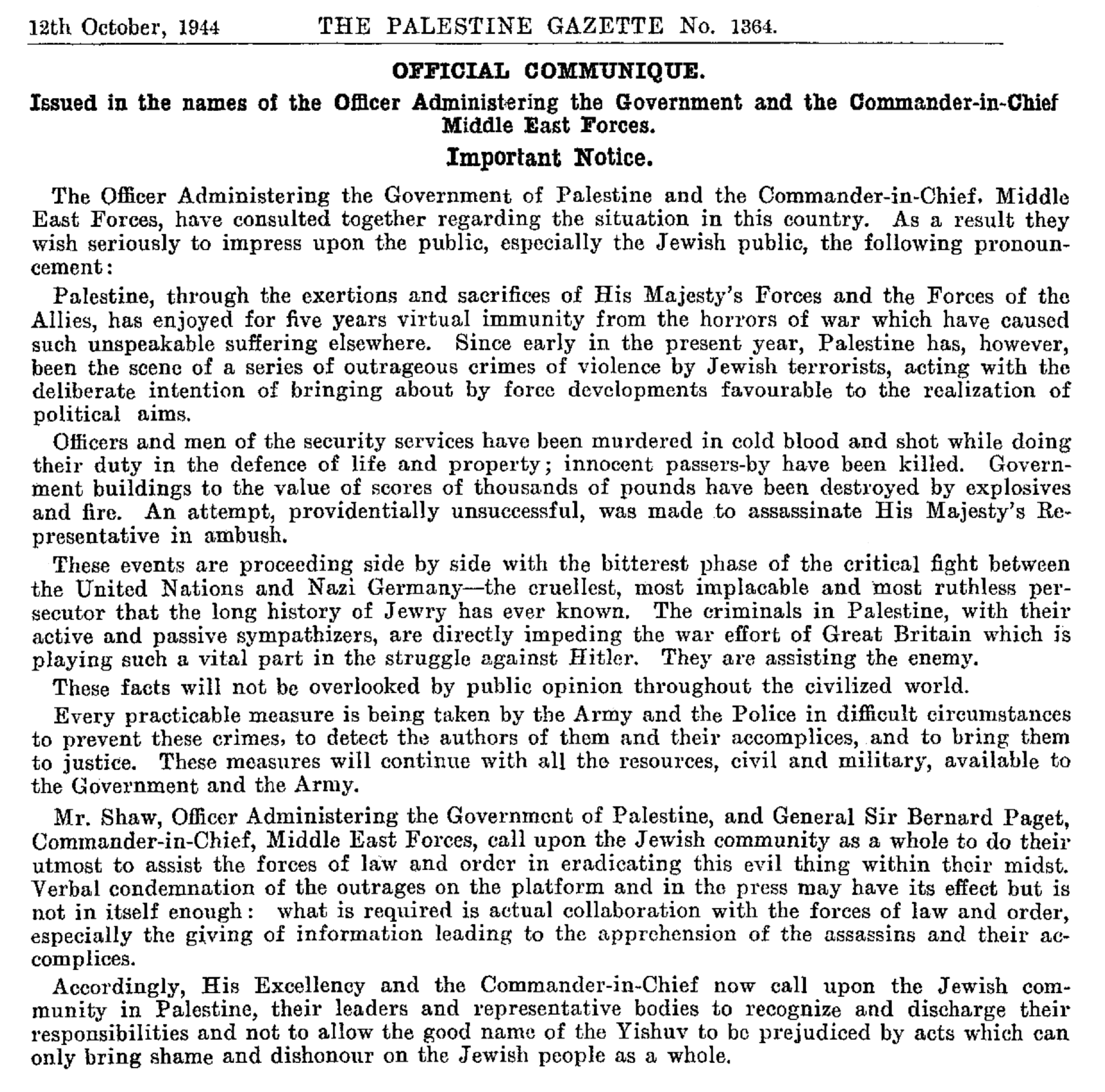
Gran Bretanya condemna el terrorisme jueu durant la guerra

L'1 de febrer de 1944, l'Irgun va declarar una revolta contra el domini britànic, declarant que "ja no hi ha cap armistici entre el poble jueu i l'administració britànica a Eretz Israel que lliura els nostres germans a Hitler", i exigint la transferència immediata del poder a un govern jueu provisional. El 12 de febrer, l'Irgun va bombardejar les oficines d'immigració de Jerusalem, Tel Aviv i Haifa. Dos dies després, dos agents britànics van ser morts a trets per membres del Lehi després de trobar-los enganxant cartells i intentant arrestar-los. El 27 de febrer, l'Irgun va bombardejar les oficines d'impostos sobre la renda de Jerusalem, Tel Aviv i Haifa. El 13 de març, un agent de policia jueu va ser mort pel Lehi a Ramat Gan. Sis dies després, un membre del Lehi va ser assassinat a trets per la policia. Amb esquadrons del Lehi enviats per matar la policia en represàlia, les forces de seguretat britàniques van romandre a les seves casernes. El 23 de març, membres del Lehi van disparar i van matar dos agents britànics i en van ferir un tercer a Jaffa. Aquell mateix dia, l'Irgun va atacar les comissaries del Departament d'Investigació Criminal (CID) de la policia a Jerusalem, Jaffa i Haifa. Sis policies britànics i dos combatents de l'Irgun van morir, i les comissaries del CID de Haifa i Jaffa van ser bombardejades amb èxit. Tres dies després, els britànics van reaccionar imposant tocs de queda a Jerusalem, Tel Aviv i Haifa, i organitzant desfilades d'identitat. L'1 d'abril, un altre agent jueu va morir i un agent britànic va resultar ferit en un atac a trets del Lehi. El 5 d'abril, el comandant del Lehi, Mattityahu Shmulevitz, va ser arrestat, però va aconseguir disparar i ferir un dels agents que el van detenir.
La rebel·lió va causar una creixent alarma dins de l'Agència Jueva, que va veure la revolta com un desafiament a la seva pròpia autoritat com a lideratge democràtic legítim dels yixuv, i com una aposta amb el futur dels yixuv. El 2 d'abril de 1944, l'Agència Jueva va aprovar un programa d'oposició sota el qual es farien esforços per aturar "l'extorsió i el terror", s'augmentaria la propaganda antidissident i s'intentaria aïllar l'Irgun i el Lehi. A la pràctica, es va augmentar la propaganda i es va oferir assistència als jueus les contribucions dels quals havien estat extorsionades, però l'Agència Jueva no va prendre mesures serioses. No obstant això, va compartir informació amb les autoritats. El 6 d'abril, la policia, actuant sobre la informació proporcionada per l'Agència Jueva, va envoltar un refugi Lehi a Yavne'el i el va arrasar amb foc de metralladora, ferint mortalment un membre del Lehi mentre els dos restants es van disparar en lloc de rendir-se. La intel·ligència del Haganà havia operat contra l'Irgun i el Lehi des del febrer, però fins ara no havia aconseguit aturar les seves activitats. El 17 de maig, l'Irgun va assaltar i ocupar amb èxit l'emissora central de Ramallah, però el pla de transmetre una emissió de l'Irgun des de l'emissora va fracassar després que l'operador de ràdio no pogués fer funcionar l'equip.
Els britànics van respondre als atacs instituint escorcolls i controls de carreteres ràpids, cosa que es va convertir en rutina a Palestina. Entre l'1 d'abril i el 6 de maig, les forces de seguretat van arrestar 81 sospitosos, inclòs Aryeh Ben-Eliezer, un membre de l'alt comandament de l'Irgun, que va ser arrestat el 17 d'abril. Malgrat això, les organitzacions clandestines van continuar les seves operacions. El 14 de juliol, l'Irgun va bombardejar l'Oficina del Registre de la Propietat a Jerusalem, matant dos agents àrabs, i l'endemà es va confiscar un camió d'explosius i un agent britànic va morir en un altre atac de l'Irgun.
El 8 d'agost de 1944, el Lehi va emboscar el cotxe de l'alt comissionat britànic Harold MacMichael en un intent d'assassinar-lo. Tot i que dues persones més al cotxe van resultar ferides, MacMichael va escapar amb lesions greus. Posteriorment, les autoritats van imposar una multa col·lectiva de 500 lliures al proper assentament jueu de Givat Shaul per l'intent d'assassinat. El 23 d'agost, l'Irgun va organitzar atacs amb armes contra les casernes de la CID a Jaffa, Abu Kabir i Neve Sha'anan, confiscant catorze fusells. L'exèrcit britànic va organitzar la seva primera operació de cordó i registre a Palestina el 5 de setembre a Petah Tikva, que era coneguda com un focus insurgent. Els britànics van arrestar 46 persones en l'operació, però no van trobar Menachem Begin, que s'amagava a Petah Tikva amb un nom fals, després de no haver escorcollat la zona on s'amagava. Posteriorment, Begin es va traslladar a Tel Aviv.
En resposta a la prohibició britànica de tocar el xofar al Mur Occidental, imposada el 1930 per motius de seguretat pública per evitar una reacció àrab violenta, l'Irgun va idear una operació per obligar els britànics a fer marxa enrere. L'Irgun va amenaçar públicament amb una reacció violenta si el 27 de setembre, la festivitat del Iom Kippur, la policia intentava aturar el toc del xofar. De fet, l'Irgun no tenia cap intenció de disparar enmig d'una gran multitud jueva al Mur Occidental, sinó que va planejar una sèrie d'atacs contra quatre fortaleses policials de Tegart . Si els britànics es retiraven davant l'amenaça de l'Irgun, els atacs semblarien desconnectats de les amenaces de violència al Mur Occidental, i si desafiaven l'Irgun i intentaven aturar el toc del xofar, els atacs a les fortaleses serien la resposta de l'Irgun. El 27 de setembre, les autoritats van permetre que es toqués el xofar al Mur Occidental. Això va representar una gran victòria psicològica per a l'Irgun, que havia aconseguit una concessió important de les autoritats britàniques que va danyar la seva credibilitat. La mateixa nit, l'Irgun va atacar les fortaleses. Els atacs a les fortaleses de Haifa, Beit Dagon i Qalqilya van fracassar després de col·lapsar en tiroteigs amb les forces de seguretat. Un combatent de l'Irgun va resultar ferit en l'atac a Haifa i quatre més en la incursió a Qalqilya. L'assalt a la fortalesa de Katra va tenir èxit. Els atacants de l'Irgun van irrompre a la comissaria i van matar dos soldats britànics i dos agents de policia, i després van fugir amb les armes i les municions. Dos dies després, el superintendent adjunt Tom Wilkin de la policia de Palestina va ser assassinat pel Lehi.
L'octubre de 1944, l'Agència Jueva va decidir prendre mesures per reprimir la insurrecció, i el Haganà va obrir un curs de formació per a 170 homes per dur a terme una campanya anti-Irgun que es coneixeria com la Saison, o "Temporada de Caça", el 20 d'octubre. Mentrestant, els britànics van continuar fent detencions, amb 118 sospitosos de l'Irgun detinguts en els dos mesos anteriors. El 21 d'octubre, els britànics van deportar 251 sospitosos de l'Irgun i del Lehi sota custòdia a camps d'internament a l'Àfrica, una pràctica que continuaria fins al 1947. Tot i que l'Agència Jueva va protestar públicament, va continuar planificant la Saison.
El 6 de novembre de 1944, el Lehi va assassinar Lord Moyne, el ministre d'Estat britànic a l'Orient Mitjà, davant de casa seva al Caire. El seu xofer de l'exèrcit britànic també va morir en l'incident. Els dos pistolers del Lehi responsables van ser posteriorment arrestats, jutjats i executats per les autoritats egípcies. Les autoritats jueves van condemnar durament l'assassinat.
Els líders de l'Agència Jueva i del Lehi es van reunir en secret abans que comencés la Saison. Tot i que el contingut exacte de la reunió va ser disputat per ambdues parts, se sap que el Lehi va suspendre les seves activitats durant sis mesos i la Saison no es va estendre al Lehi. En dues reunions secretes entre el Haganà i l'Irgun, l'Irgun va rebutjar les demandes del Haganà de suspendre les activitats contra els britànics i Begin no estava convençut per la insistència del Haganà que Gran Bretanya prengués mesures per formar un estat jueu després de la guerra. Al final de l'última reunió, el líder del Haganà, Eliyahu Golomb, va dir a Menachem Begin: "Intervindrem i t'acabarem".

### El període de la Temporada de Caça
El novembre de 1944, el Haganà va llançar la Saison. Homes del Haganà del Palmach i del SHAI van segrestar membres de l'Irgun per lliurar-los als britànics. El Haganà i l'Agència Jueva també van transmetre informació exhaustiva sobre l'Irgun a les autoritats britàniques, que van poder fer nombroses detencions i descobrir refugis i magatzems d'armes de l'Irgun. Més de 1.000 membres de l'Irgun van ser lliurats als britànics pel Haganà durant la Saison. El Haganà va establir presons secretes als quibuts on va retenir i interrogar els homes de l'Irgun que havia capturat. El Haganà va torturar els homes de l'Irgun durant el seu captiveri per obtenir informació. La Saison va suspendre efectivament les activitats de l'Irgun.
Tanmateix, les autoritats britàniques sospitaven que l'Agència Jueva utilitzava la Saison per motius polítics, sovint lliurant informació sobre persones que consideraven políticament objectables però que no tenien res a veure amb l'Irgun. Això va causar dificultats a la policia, que havia de trobar els veritables insurgents entre els detinguts.
Tot i que hi havia un fort desig dins de l'Irgun de prendre represàlies, Begin va ordenar una política de contenció, insistint que l'Agència Jueva s'adonaria amb el temps que la Saison anava en contra dels interessos del Yixuv. Com a resultat, l'Irgun no va prendre cap mesura de represàlia i va optar per esperar. La seva capacitat d'actuar sota coacció va millorar i es van incorporar nous membres desconeguts per al Haganà. Amb el temps, l'entusiasme dins del Haganà per dur a terme la Saison va començar a disminuir, especialment a causa dels informes de tortura i la necessitat d'actuar com a informants per als britànics. Hi va haver un nombre creixent de desercions de la campanya Saison. El març de 1945, en una reunió dels líders del Haganà a càrrec de la Saison al quibuts Yagur, es va decidir aturar la Saison. A mesura que la Saison s'acabava, l'Irgun va poder reprendre els atacs contra els britànics al maig i va dur a terme amb èxit un sabotatge telegràfic generalitzat, fent explotar centenars de pals de telègraf. Tanmateix, els intents de bombardejar oleoductes van ser frustrats pel Haganà i un intent de bombardejar objectius governamentals amb morters mecànics va fracassar després que els britànics els descobrissin, la majoria ja inutilitzats per les fortes pluges. El Haganà va posar fi a la Saison el març de 1945. Tanmateix, l'Irgun encara s'estava recuperant dels efectes devastadors de la Saison i encara no podia organitzar operacions importants. Com a resultat de la victòria del Partit Laborista, que es considerava encara més prosionista que el Partit Conservador, a les eleccions generals britàniques de 1945 que es van celebrar el 5 de juliol, l'Irgun va anunciar un període de gràcia d'unes setmanes per permetre una iniciativa britànica satisfactòria.

### El Moviment de Resistència Jueva
Amb la victòria laborista, el Yixuv va esperar una iniciativa. Tot i que els laboristes havien expressat posicions altament prosionistes, van decidir no implementar-les, ja que l'alienació dels àrabs que seguissin qualsevol solució prosionista imposada resultaria en una amenaça per a l'hegemonia britànica a l'Orient Mitjà i perjudicaria els interessos econòmics britànics. El 25 d'agost, l'Oficina Colonial Britànica va informar a Chaim Weizmann que la quota d'immigració jueva no augmentaria. Com a resultat, l'Agència Jueva va començar a considerar l'acció militar a mesura que augmentava la pressió dins del Haganà per atacar els britànics. Com a resultat, l'Agència Jueva es va posar en contacte amb l'Irgun i el Lehi per discutir una aliança encoberta, i les negociacions van començar a l'agost. A finals d'octubre de 1945, el Haganà, l'Irgun i el Lehi es van unir com el Moviment de la Resistència Jueva, sota el qual van treballar sota una estructura de comandament unificada formada per membres de les tres organitzacions i van coordinar les seves activitats. El Haganà també va prestar a l'Irgun el comandament de 460 combatents del Palmach i li va proporcionar finançament. Mentre l'Irgun i el Lehi continuarien perseguint una revolta a gran escala contra els britànics, el Haganà preveia una campanya més limitada per pressionar els britànics perquè accedeixin a les demandes sionistes, vinculant els atacs principalment a objectius relacionats amb la immigració.
Tot i que el setembre de 1945 va ser relativament tranquil, les tensions van augmentar. L'Irgun va continuar distribuint pamflets de propaganda i cartells murals. Els britànics van continuar realitzant escorcolls i detencions i van començar a enviar reforços militars a Palestina. El Haganà va començar les operacions el 10 d'octubre, quan el Palmach va atacar el camp de detenció d'Atlit, alliberant 208 immigrants il·legals jueus que hi eren detinguts. Un agent de policia britànic va morir en l'atac. La nit del 31 d'octubre a l'1 de novembre, el Haganà, l'Irgun i el Lehi van dur a terme la Nit dels Trens. El Haganà es va concentrar en atacar la xarxa ferroviària i la guàrdia costanera. Les unitats del Palmach van plantar càrregues explosives a tot el sistema ferroviari de Palestina, creant 242 interrupcions a les línies ferroviàries, mentre que també van ser bombardejats l'oficina d'un cap d'estació, una instal·lació telefònica ferroviària i un vagó de gasolina. El braç naval del Palmach, el Palyam, va enfonsar dos vaixells de la guàrdia costanera britànica a Jaffa. L'Irgun va atacar l'estació de tren de Lydda, destruint una locomotora i danyant-ne sis més. Un combatent de l'Irgun, un soldat i un policia britànics, i quatre àrabs van morir. El Lehi va atacar la refineria de petroli a Haifa. Tanmateix, els explosius van detonar prematurament mentre es transportaven, matant el combatent del Lehi que els portava i ferint greument un altre. Tot i que es van causar greus danys a la instal·lació, els dipòsits de petroli, que havien estat els objectius previstos de l'atac, van romandre intactes.
El 13 de novembre, el ministre d'Afers Exteriors britànic, Ernest Bevin, va presentar la nova política del govern britànic sobre Palestina en un discurs a la Cambra dels Comuns, segons el qual els límits a la immigració jueva continuarien i es consultaria a totes les parts abans de presentar un pla a les Nacions Unides. En una roda de premsa posterior al seu discurs, Bevin va declarar que Gran Bretanya només s'havia compromès a establir una llar jueva a Palestina i no un estat. La notícia va indignar el Yixuv i va provocar dos dies de disturbis a Tel Aviv. Els disturbis van esclatar el vespre del 14 de novembre quan multituds jueves van incendiar oficines governamentals i van apedregar policies i soldats. Els britànics van imposar un toc de queda a Tel Aviv, però el 15 de novembre, un gran nombre de jueus van violar el toc de queda i van continuar els disturbis, bolcant vehicles, inclòs un camió militar que va ser incendiat, destrossant una secció de la línia ferroviària, atacant botigues, una oficina de correus i una sucursal del banc Barclays, i llançant granades casolanes. Les forces britàniques van obrir foc repetidament contra els manifestants i van utilitzar càrregues de porra. Cinc manifestants jueus van morir i 56 van resultar ferits, dels quals un va morir més tard a causa de les ferides. Tel Aviv va estar posteriorment sota toc de queda fins al 21 de novembre. Palestina va estar relativament tranquil·la fins al 25 de novembre, quan el Palmach va atacar les comissaries de policia britàniques a Hadera i prop d'Herzliya, que s'utilitzaven com a punts de vigilància per detectar la immigració jueva il·legal, utilitzant foc automàtic i explosius. Sis policies britànics i vuit àrabs van resultar ferits. Posteriorment, les tropes i la policia britàniques van dur a terme operacions de recerca el 25 i el 26 de novembre contra els assentaments jueus de Givat Haim, Hogla, Shefayim i Rishpon, buscant insurgents i armes. Van trobar una resistència violenta de civils jueus als assentaments, així com un gran nombre de jueus de fora que van córrer per enfrontar-se als britànics, i van esclatar enfrontaments que van resultar en 8 jueus morts i 75 ferits, mentre que els britànics van informar de 65 soldats i 16 policies ferits. El Palmach va proposar emboscar les forces britàniques que tornaven de les operacions de recerca, però el cap de l'Agència Jueva, David Ben-Gurion, va rebutjar el pla. El Mandat va tornar a estar tranquil fins al 27 de desembre, quan l'Irgun i el Lehi van llançar atacs coordinats contra la seu del CID a Jerusalem, l'estació del CID a Jaffa i els tallers dels Royal Electrical and Mechanical Engineers a Tel Aviv. Les forces de seguretat van perdre 10 morts, sis policies britànics i quatre soldats colonials africans, i 12 ferits, mentre que un combatent de l'Irgun va morir. Els britànics van reaccionar amb una gran operació de cordó i registre a Jerusalem i la zona de Tel Aviv, amb registres i tocs de queda que van durar fins al 5 de gener.

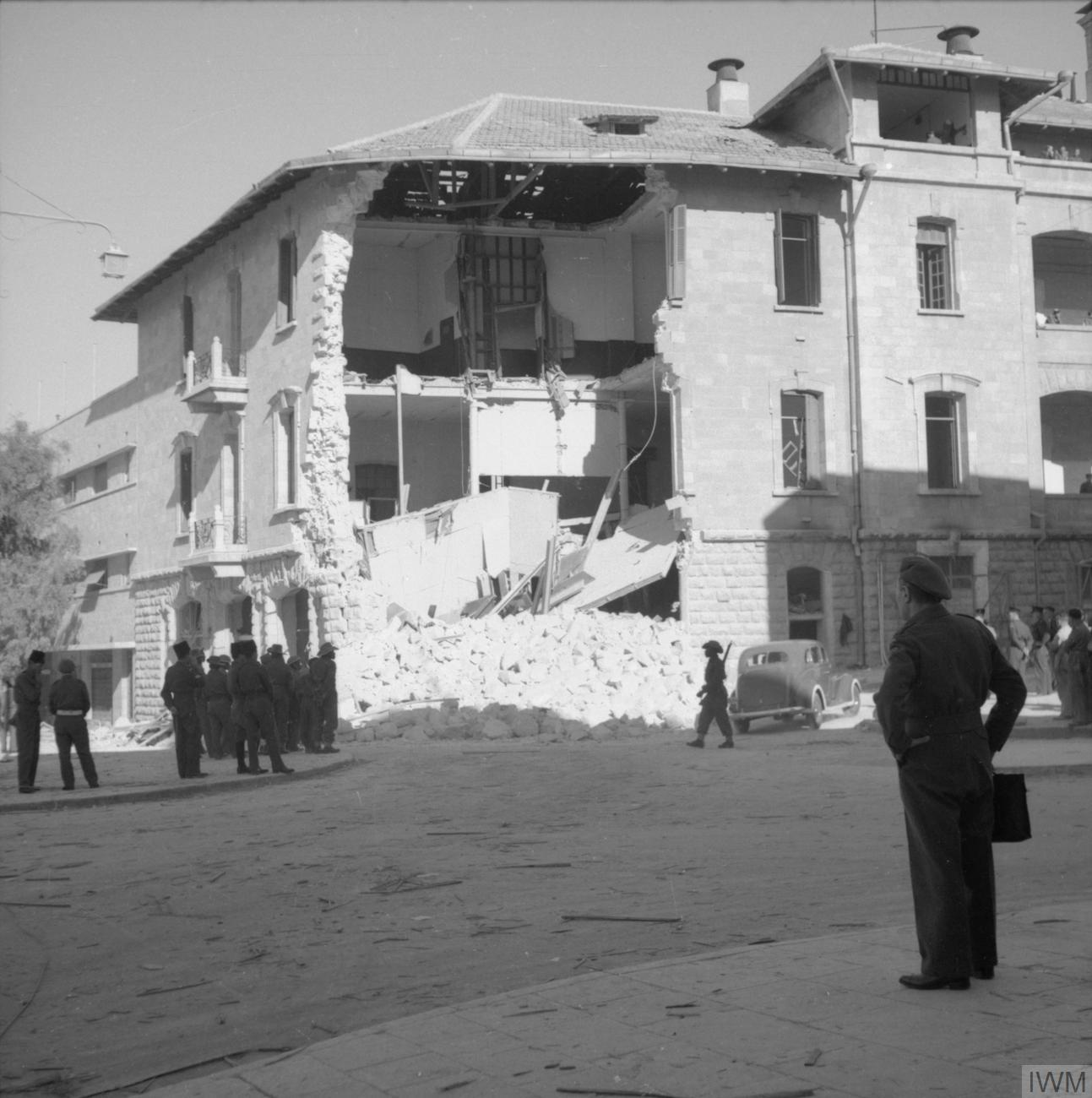
Conseqüències del bombardeig de la seu de la CID a Jerusalem

Durant aquest període, les forces britàniques van continuar creixent en força. El 1946, les forces de seguretat britàniques van dur a terme patrulles constants a les zones urbanes i es van establir controls de carretera i llocs d'observació a tota Palestina. Les autoritats van establir zones de seguretat per a les instal·lacions governamentals, de l'exèrcit i de la policia, que eren recintes fortament custodiats i envoltats de filferro espinós i sacs de sorra. El més gran, a Jerusalem, va ser anomenat "Bevingrad" per la població jueva. Les forces de seguretat van dur a terme freqüents operacions de registre i detencions. Els sospitosos d'activitat insurgent podien ser detinguts sense judici i sovint eren enviats a camps d'internament a l'Àfrica. També es controlava el trànsit de correu i cable a l'estranger.
El 12 de gener de 1946, es va produir la primera operació insurgent seriosa de l'any quan l'Irgun va fer descarrilar un tren de nòmines britànic amb una bomba, ferint tres agents. Els combatents de l'Irgun van fugir amb 35.000 lliures. El 19 de gener, l'Irgun va llançar atacs coordinats a Jerusalem, bombardejant una subestació elèctrica per il·luminar la zona mentre els equips d'assalt descendien sobre la seu de la policia i la presó central situada al Recinte Rus i els estudis del Servei de Radiodifusió Palestina. Mentre els atacants aconseguien danyar la seu de la policia i la presó amb explosius i retirar-se, una patrulla de l'exèrcit britànic va interceptar els combatents de l'Irgun de camí per atacar l'emissora de ràdio. En el tiroteig que va seguir, un oficial britànic i un combatent de l'Irgun van morir, mentre que un tercer va resultar ferit i fet presoner. Quan els atacants es retiraven, van deixar mines per alentir els perseguidors. Un camió de l'exèrcit britànic va detonar una de les mines i un expert en desactivació de bombes de la policia va morir intentant desactivar-ne una altra. Dos dies després, el Palmach va tornar a bombardejar l'estació de la guàrdia costanera de la policia a Givat Olga, matant un soldat britànic, mentre que un atac del Palmach a l'estació de radar de la Royal Air Force al Mont Carmel va fallar quan la bomba deixada per un equip del Palmach va ser desactivada a temps. A finals de gener i principis de febrer, l'Irgun va dur a terme dos atacs amb armes reeixides contra instal·lacions de la RAF. El 5 de febrer, la seu de la policia a Safed va ser atacada i l'endemà, un atac a un campament dels King's African Rifles a Holon va matar un soldat africà i un oficial britànic. Els soldats africans estacionats al campament posteriorment es van amotinar i van matar dos jueus i en van ferir quatre. El 20 de febrer, el Palmach va bombardejar amb èxit l'estació de radar de la RAF al Mont Carmel, ferint vuit membres de la RAF, i l'endemà, el Palmach va atacar les estacions de la Força Mòbil de la Policia a Shefa-Amr, Sarona i Kfar Vitkin. Quatre combatents del Palmach van morir en l'atac a la comissaria de policia de Sarona.
En una operació coneguda com la "Nit dels Aeròdroms", l'Irgun i el Lehi van atacar simultàniament tres aeròdroms de la Royal Air Force a  Lydda, Qastina i Kfar Sirkin  el 25 de febrer, destruint quinze avions i danyant-ne vuit. Un combatenta de l'Irgun va morir durant la retirada de Qastina. Això va ser seguit per un atac armat de l'Irgun al campament de l'exèrcit de Sarafand el 7 de març. Tot i que la força de l'Irgun va aconseguir fugir amb armes robades, quatre caces de l'Irgun van ser capturats, dos d'ells ferits. El 22 de març, un soldat britànic va morir a Tel Aviv per una mina. L'Irgun va dur a terme una important operació contra la xarxa ferroviària el 2 d'abril, destruint cinc ponts ferroviaris, destruint una estació de ferrocarril i tallant la línia Acre-Haifa. Un caça de l'Irgun va morir durant l'operació. Tanmateix, durant la retirada, una gran part de la força de l'Irgun va ser vista des d'un avió de reconeixement britànic mentre fugia cap a Bat Yam i va ser envoltada per soldats britànics. Un altre combatent de l'Irgun va morir i 31 van ser capturats, inclòs Eitan Livni, el cap d'operacions de l'Irgun. El lloc de Livni va ser posteriorment ocupat per Amichai Paglin. Paglin va començar a planificar una incursió armada per compensar les pèrdues i va planejar un atac contra una comissaria de policia de Ramat Gan , que va tenir lloc el 23 d'abril. Tot i que l'Irgun va aconseguir fugir amb armes saquejades, l'atac es va convertir en un tiroteig en què dos combatents de l'Irgun i un agent àrab van morir, i un combatent de l'Irgun, Dov Gruner, va resultar ferit i capturat. Dos dies després, el Lehi va continuar amb un atac contra un aparcament a Tel Aviv ocupat per la 6a Divisió Aerotransportada britànica . Els combatents del Lehi van irrompre a les tendes de campanya, disparant als soldats als seus llits i saquejant armes, disparant als soldats que responien i després retirant-se, col·locant mines per cobrir la seva retirada, una de les quals va ser detonada per un soldat. Set paracaigudistes van morir en l'atac. Els britànics estaven indignats per l'atac. El major general James Cassels va dir a l'alcalde en funcions de Tel Aviv que considerava responsable la comunitat jueva. Els britànics van imposar un càstig col·lectiu a la població de Tel Aviv, imposant un toc de queda des de l'alba fins al vespre als carrers de la ciutat i tancant tots els cafès, bars, cinemes i altres llocs d'entreteniment i socialització fins al 12 de maig. Les autoritats havien considerat seriosament sancions més severes com ara enderrocar totes les cases al voltant de l'aparcament, incloses les que no havien tingut cap paper en l'assalt, i imposar una multa col·lectiva a tota la ciutat, però havien decidit no tenir cap altra opció perquè eren políticament indesitjables o poc pràctiques.
A més, el març de 1946 va tenir lloc un important acte reeixit de resistència no violenta contra els britànics conegut com l'afer Birya. Després que els soldats britànics descobrissin armes durant un escorcoll de l'assentament jueu de Birya, al nord de Galilea, van arrestar els 24 habitants i van declarar l'assentament zona militar ocupada. El 14 de març, milers de joves jueus organitzats pel Haganà van reassentar Birya, però hores més tard van ser expulsats per tancs i vehicles blindats britànics. Van reaparèixer la mateixa nit i s'hi van establir per tercera vegada. El 17 de març, els britànics van acceptar la presència de 20 habitants jueus al lloc.
El 10 de juny, l'Irgun va dur a terme una altra operació de sabotatge ferroviari al districte de Lydda, la línia Jerusalem-Jaffa i Haifa, bombardejant sis trens. Tres dies després, els combatents de l'Irgun Yosef Simchon i Michael Ashbel, dos combatents de l'Irgun que havien participat en l'atac armat al camp de Sarafand i havien estat ferits i capturats, van ser condemnats a mort per un tribunal militar britànic. L'Irgun va sortir immediatament a buscar ostatges britànics. Mentrestant, els atacs a la infraestructura ferroviària van continuar. La nit del 16 al 17 de juny, el Haganà va dur a terme una operació coneguda com la Nit dels Ponts. Les unitats del Palmach van atacar onze ponts de carretera i ferrocarril al llarg de les fronteres amb el Líban, Síria, Transjordània i Egipte per suspendre les rutes de transport utilitzades per l'exèrcit britànic. Nou dels onze ponts van ser destruïts amb èxit. L'atac al pont de carretera de Nahal Kziv va fracassar i es va convertir en un tiroteig, amb 14 combatents del Palmach morts. L'atac al pont ferroviari de Nahal Kziv va ser posteriorment cancel·lat. Això va ser seguit per una incursió del Lehi als tallers ferroviaris de Kishon a Haifa la nit del 17 de juny. Els assaltants van destruir una locomotora i van incendiar alguns edificis. Dos combatents del Lehi van morir accidentalment en una explosió durant les operacions de sabotatge. Tanmateix, el Lehi havia subestimat el temps en què els britànics podien reaccionar, i mentre els assaltants es retiraven en un camió, van topar amb un control de carretera britànic controlat per tropes amb metralladores pesades i recolzades per blindats. Els britànics van disparar contra el camió, matant nou dels atacants i ferint-ne tretze. Els membres supervivents de l'equip d'assalt van ser capturats. L'endemà, l'Irgun va aconseguir prendre ostatges britànics amb els quals negociar per les vides dels seus dos combatents que havien estat condemnats a mort. Cinc oficials britànics van ser segrestats en una incursió de l'Irgun a un club d'oficials britànics a Tel Aviv. Els britànics van respondre amb una operació de recerca massiva a Tel Aviv, que va ser posada sota toc de queda, i escorcolls en altres zones sospitoses. Durant una recerca a Kefar Guiladi, dos jueus van morir i set van resultar ferits mentre resistien. L'endemà, un altre oficial britànic va ser segrestat a Jerusalem i portat a un amagatall a la ciutat, però va aconseguir escapar després de gairebé dos dies de captiveri. Els tocs de queda i els escorcolls van continuar i l'Agència Jueva va sol·licitar l'alliberament dels oficials. L'Irgun va alliberar dos dels ostatges, ja que seria més fàcil amagar tres ostatges en lloc de cinc, i per donar pes a l'amenaça a la vida dels tres oficials restants. L'Irgun va alliberar els dos oficials a Tel Aviv i va amenaçar que si Simchon i Ashbel eren executats, mataria els tres ostatges restants. L'Agència Jueva i el Haganà van anunciar que la seva intervenció havia aconseguit l'alliberament dels oficials, però l'Irgun ho va negar. L'Irgun va seguir amb una batuda a una planta de poliment de diamants, robant una quantitat substancial de diamants per finançar les operacions.

### Dissolució del Moviment de Resistència Jueva
Vegeu també: Operació Agatha i Atemptat de l'Hotel King David

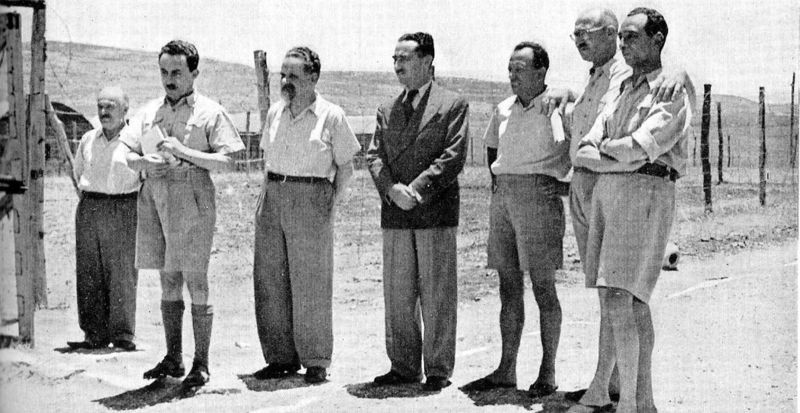
Líders sionistes arrestats durant l'Operació Agatha, en un camp de detenció a Latrun

El juny de 1946, els britànics estaven cada cop més segurs que el Haganà, actuant sota ordres de l'Agència Jueva, estava involucrada en activitats insurgents malgrat les protestes d'innocència dels líders de l'Agència Jueva. Després de la Nit dels Ponts, l'alt comissionat Alan Cunningham va decidir actuar contra l'Agència Jueva i el Haganà. Com a resultat, els britànics van planejar una operació militar i policial massiva anomenada operació Àgata, en el marc de la qual s'assaltarien institucions i assentaments jueus i es duran a terme detencions massives contra líders jueus i membres del Haganà. L'objectiu de l'operació era trobar proves documentals de la complicitat de l'Agència Jueva en atacs insurgents i d'una aliança entre el Haganà, l'Irgun i el Lehi, per trencar el poder militar del Haganà i evitar una declaració unilateral d'un estat jueu. L'operació va començar el 29 de juny i va continuar fins a l'1 de juliol. Va ser coneguda com el Sàbat Negre al Yixuv. Es van imposar tocs de queda a tota Palestina mentre les tropes i la policia britàniques assaltaven la seu de l'Agència Jueva a Jerusalem, les seves oficines a Tel Aviv i altres institucions sionistes, confiscant nou tones de documents. Els britànics van escorcollar 27 assentaments jueus i van descobrir quinze amagatalls d'armes, inclòs un dels tres arsenals centrals del Haganà al quibuts Yagur, cosa que va ser un cop important als esforços del Haganà per preparar-se militarment per a la independència. Els grups de recerca britànics van trobar una resistència ferotge per part dels residents de molts dels assentaments escorcollats, i quatre jueus van morir mentre resistien els escorcolls britànics. Els britànics van arrestar 2.718 jueus, inclosos quatre membres de l'Agència Executiva Jueva, set oficials del Haganà i gairebé la meitat dels combatents del Palmach. Van ser detinguts indefinidament sense judici.
Tanmateix, tot i que Cunningham havia decidit dur a terme una acció militar ferma, va optar per no executar els dos combatents de l'Irgun condemnats a mort, atesa l'amenaça de l'Irgun de matar els oficials britànics que tenia com a ostatges si els britànics duien a terme les execucions. El 3 de juliol, va commutar les condemnes de Yosef Simchon i Michael Ashbel a cadena perpètua, i l'Irgun va alliberar els ostatges britànics restants l'endemà.

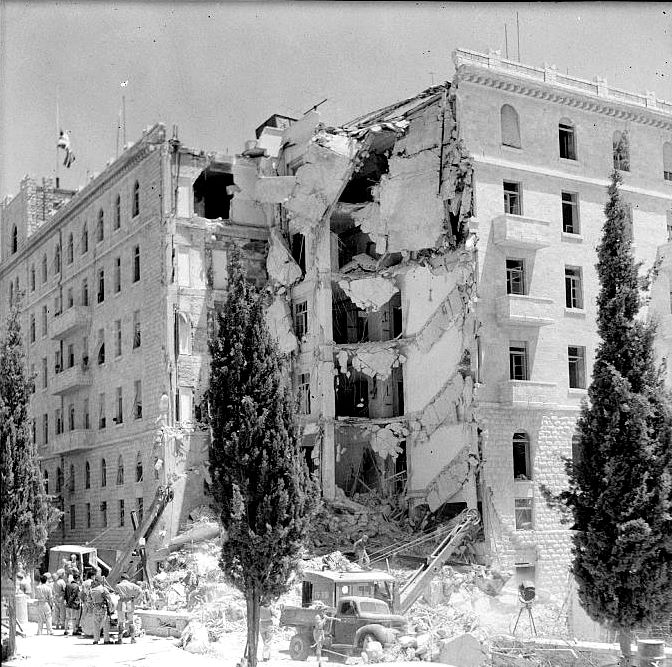
L'Hotel King David després de l'explosió

Els documents confiscats a l'Agència Jueva es guardaven a l'Hotel King David. Havia estat requisat pels britànics per utilitzar-lo com a seu militar i governamental, tot i que una part continuava funcionant com a hotel. Per tal de destruir documents incriminatoris sobre la participació de l'Agència Jueva i el Haganà en la campanya, així com les identitats dels membres del Haganà, aquest va començar a planificar conjuntament un atac contra l'Hotel King David amb l'Irgun. Tot i que el Haganà va demanar repetidament que l'operació s'ajornés per consideracions polítiques, l'Irgun va decidir seguir endavant i el 22 de juliol va dur a terme l'atemptat de l'Hotel King David. Els combatents de l'Irgun es van infiltrar amb èxit a l'hotel i van plantar bombes abans de fugir sota el foc. Un combatent de l'Irgun va morir i un altre va resultar ferit quan els atacants van rebre trets mentre es retiraven. Un avís telefònic de l'Irgun per evacuar l'hotel no es va prendre seriosament, i l'hotel no havia estat evacuat quan van explotar les bombes. El bombardeig va destruir gran part de l'ala sud de l'hotel, que albergava la secretaria del govern i la seu militar. Un total de 91 persones van morir: 41 àrabs palestins, 28 ciutadans britànics, inclosos 13 soldats britànics, 17 jueus palestins, 2 armenis, 1 rus, 1 grec i 1 egipci. La majoria dels morts eren personal de l'hotel o de la Secretaria.

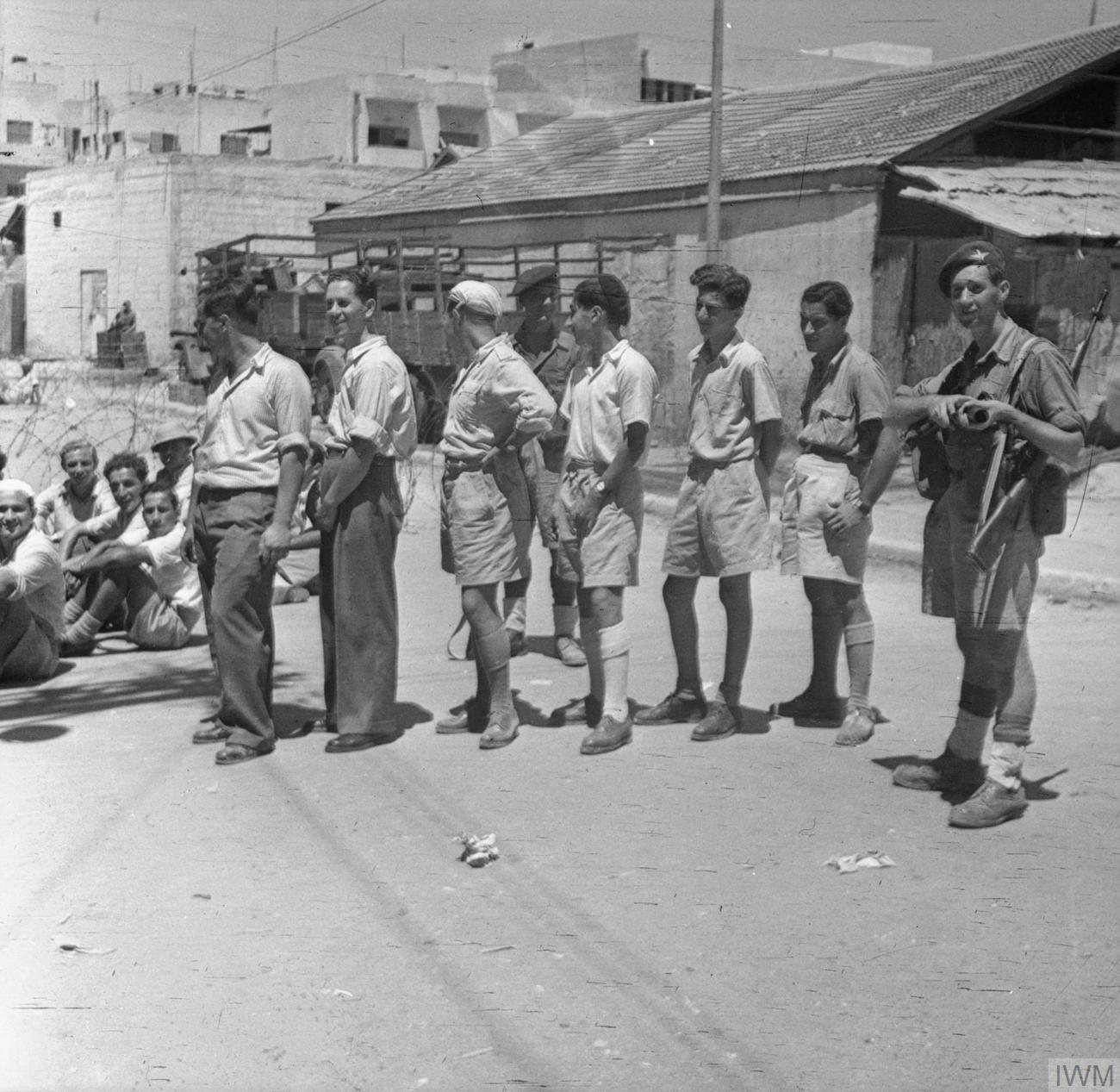
Civils jueus custodiats per un soldat del Regiment de Paracaigudistes esperen ser interrogats durant l'Operació Tauró

Els britànics van respondre al bombardeig amb l'operació Tauró, una operació de cordó i registre en què tota la ciutat de Tel Aviv i el barri jueu de Jaffa serien acordonats i escorcollats edifici per edifici, i tota la població jueva, excepte la gent gran i els nens, seria examinada. Els britànics van optar per escorcollar Tel Aviv a causa d'una intel·ligència errònia que afirmava que els terroristes havien vingut de Tel Aviv, quan en realitat tenien la seva base a Jerusalem. L'operació es va dur a terme del 30 de juliol al 2 d'agost, durant la qual les forces britàniques van escorcollar desenes de milers d'edificis i van examinar la major part de la població jueva. Tel Aviv va ser imposat toc de queda durant 22 hores al dia, i els residents només podien sortir de casa seva durant dues hores cada nit. Es van fer un total de 787 detencions, i segons l'exmembre de l'alt comandament de l'Irgun Samvel Katz, l'operació va aconseguir arrestar "Gairebé tots els líders i el personal de l'Irgun i el Lehi, i la força laboral de Tel Aviv d'ambdues organitzacions". Entre els líders clandestins arrestats hi havia Yitzhak Shamir, un membre de l'alt comandament del Lehi. Posteriorment va ser internat a l'Àfrica. El líder de l'Irgun, Menachem Begin, va escapar de la captura amagant-se en un compartiment secret que havia estat construït a la paret de casa seva.

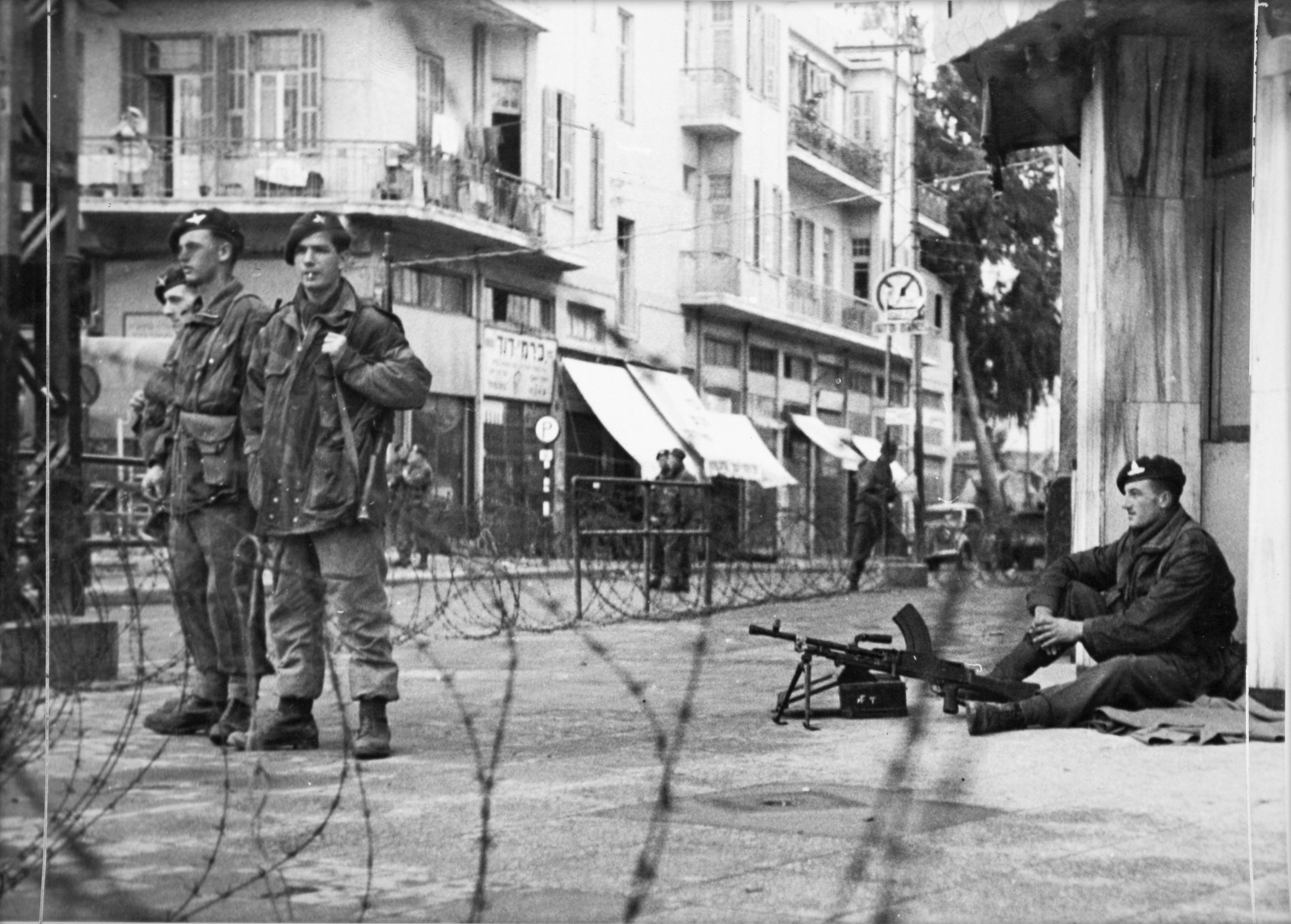
Tropes britàniques ocupant una intersecció a Tel Aviv durant l'operació Tauró

Després del bombardeig, el cap de les forces britàniques a Palestina, el general Sir Evelyn Barker, va respondre ordenant al personal britànic que boicotegés tothom:
| « | Establiments jueus, restaurants, botigues i habitatges privats. Cap soldat britànic no ha de tenir relacions socials amb cap jueu. ... Entenc que aquestes mesures infligiran algunes dificultats a les tropes, però estic segur que si se'ls expliquen completament les meves raons, entendran la seva conveniència i castigaran els jueus d'una manera que a la raça li desagrada tant com a qualsevol altra, colpejant-los les butxaques i mostrant el nostre menyspreu cap a ells. | » |

Barker, les forces del qual van participar en la captura del camp de concentració de Bergen Belsen, va fer molts comentaris antisemites a les seves cartes a Katy Antonius i va ser destituït del seu càrrec unes setmanes després de publicar la declaració. Uns mesos després del seu retorn a Anglaterra, Barker va rebre una carta bomba de l'Irgun, però va ser detectada abans que explotés. L'Agència Jueva presentava queixes constants a l'administració britànica sobre comentaris antisemites dels soldats britànics: "freqüentment deien 'Jueu sagnant' o 'porcs', de vegades cridaven 'Heil Hitler' i prometien que acabarien el que Hitler havia començat. Churchill va escriure que la majoria dels oficials militars britànics a Palestina eren fermament pro-àrabs"
Com a resultat de l'operació Agatha i l'operació Shark, l'Agència Jueva va decidir posar fi al Moviment de Resistència Jueva, que es va dissoldre formalment el 23 d'agost. A partir de llavors, el Haganà es concentraria principalment en la immigració il·legal i realitzaria incursions ocasionals del Palmach contra objectius britànics associats amb la aturada de la immigració il·legal, mentre que l'Irgun i el Lehi es centrarien en operacions militars contínues contra els britànics. L'Agència Jueva continuaria denunciant públicament les operacions de l'Irgun i el Lehi, però no prendria mesures per suprimir les dues organitzacions.

### Ressorgiment
Després de l'Operació Tauró, el Mandat va estar relativament tranquil fins al setembre, tot i que a l'agost el Palmach va sabotejar els vaixells de transport britànics Empire Rival i Empire Heywood, que s'utilitzaven per deportar immigrants jueus il·legals als camps d'internament de Xipre . Al setembre, els atacs es van reprendre, començant amb dos assassinats duts a terme per Lehi el 9 de setembre: l'oficial d'intel·ligència de l'exèrcit britànic Desmond Doran va morir en un atac amb granades a casa seva, i el sergent de policia TG Martin, que havia estat responsable de la detenció de Yitzhak Shamir, va ser assassinat a trets en una pista de tennis. A primera hora del matí del 10 de setembre, un soldat britànic va morir quan els insurgents jueus van emboscar vehicles de l'exèrcit amb foc automàtic prop de Petah Tikva. El 20 de setembre, una estació de tren de Haifa va ser bombardejada i un soldat britànic va morir a trets a Tel Aviv dos dies després. El 31 de setembre, un soldat britànic va morir per foc automàtic en una emboscada mentre anava de Lydda a Netanya en motocicleta. A l'octubre, els insurgents jueus van començar a utilitzar mines contra vehicles britànics. Vuit soldats britànics van morir en atacs amb mines durant tot l'octubre. Dos més van morir i cinc van resultar ferits per bombes amagades dins de contenidors d'escombraries i la persiana d'una botiga que van detonar al seu pas. A més, un atac a trets contra dos aviadors britànics a Jerusalem va matar un i va ferir greument l'altre, i l'agent de policia britànic William Bruce va ser assassinat a trets en un assassinat pel Palmach com a venjança per les acusacions que havia torturat presoners del Palmach. El 30 d'octubre, l'Irgun va assaltar l'estació de tren de Jerusalem. Els britànics coneixien amb antelació el pla i un equip de policia va obrir foc contra els assaltants, ferint quatre d'ells i obligant-los a retirar-se després de dipositar els explosius. Quatre dels atacants van ser capturats més tard, inclosos dos dels ferits. Un d'ells va ser Meir Feinstein, que va ser jutjat i condemnat a mort pel seu paper en l'acció. L'interior de l'estació va patir posteriorment greus danys i un agent britànic va morir quan les bombes que el grup d'assalt va deixar van explotar durant un intent de retirar-les. L'endemà, agents de l'Irgun a Itàlia van bombardejar l'ambaixada britànica a Roma, que va danyar greument l'edifici. Posteriorment, les autoritats italianes van arrestar sospitosos de l'Irgun i van descobrir una escola de sabotatge de l'Irgun a Roma. Un dels membres de l'Irgun arrestats va ser Israel Epstein, un amic de la infància del comandant de l'Irgun Menachem Begin, que treballava en tasques de propaganda i enllaç per a l'alt comandament de l'Irgun. Va ser assassinat a trets mentre intentava escapar de la custòdia.

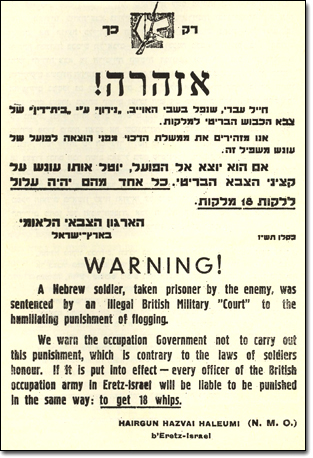
Cartell de l'Irgun advertint als britànics que no duguessin a terme la flagel·lació prevista d'un membre de l'Irgun abans de la Nit de les Pallisses

El novembre va veure una escalada contínua. El 9 de novembre, tres policies britànics van morir després d'entrar en una casa plena d'explosius, després de ser-hi atrets per una trucada telefònica. Dos policies més van morir a causa de bombes dos dies després. El 14 de novembre, es van dur a terme atacs generalitzats amb mines detonades elèctricament contra el sistema ferroviari. El vespre del 17 de novembre, un camió de la policia va xocar contra una mina prop de Tel Aviv. Tres policies britànics i un sergent de la Royal Air Force van morir, i tres policies i membres de la RAF que hi havia al camió van resultar ferits. Després de l'atac, les tropes britàniques enfurismades van arrasar el carrer Hayarkon de Tel Aviv, causant danys a diversos cafès i ferint 29 jueus. En els dos dies següents, un oficial britànic va morir quan una mina va explotar durant una operació de desactivació de bombes en una línia ferroviària prop de Kfar Sirkin i l'oficina d'impostos sobre la renda de Jerusalem va ser bombardejada, cosa que va matar un treballador jueu. Nou soldats britànics més van morir en atacs amb mines contra el trànsit militar al desembre, i dos més van morir quan un vehicle carregat amb una bomba de rellotgeria va detonar davant de la base de Sarafand.
El 29 de desembre, l'Irgun va dur a terme una operació coneguda com la Nit de les Pallisses. Després que tres membres de l'Irgun fossin arrestats per un robatori a un banc el 13 de desembre per finançar les activitats de l'Irgun, un tribunal els va condemnar i va imposar fortes penes de presó. Un dels membres de l'Irgun, Binyamin Kimchi, també va ser condemnat a ser fuetejat 18 vegades a més de la seva pena de presó. L'Irgun va advertir els britànics que fuetejaria oficials britànics si es duia a terme la fuetada. Kimchi va ser fuetejat el 28 de desembre, i l'endemà, equips de l'Irgun van començar a segrestar soldats britànics i a donar-los divuit fuetades. A Netanya, un oficial britànic va ser segrestat d'un hotel, portat a un bosquet d'eucaliptus i fuetejat, i després retornat a l'hotel. Un soldat britànic va ser segrestat en un cafè a Rishon LeZion i fuetejat al carrer, i dos sergents van ser segrestats d'un hotel a Tel Aviv, lligats a un arbre en un parc públic i fuetejats divuit vegades. Durant l'operació, un cotxe que transportava un equip de cinc homes de l'Irgun va topar amb un control de carretera britànic i, en el tiroteig que va seguir, un dels combatents de l'Irgun va morir i els quatre restants van ser capturats. Es van trobar diverses armes i dos fuets al cotxe. Tres dels membres de l'Irgun capturats, Yehiel Dresner, Mordechai Alkahi i Eliezer Kashani, van ser posteriorment condemnats a mort. Del 30 de desembre al 17 de gener de 1947, els britànics van muntar operacions de cordó i registre a Netanya, Petah Tikva, Rishon LeZion, Tel Aviv i Rehovot. Es van filtrar més de 6.000 persones, de les quals un petit percentatge van ser detingudes, i es va trobar una quantitat minsa d'armes i municions.Mentrestant, les operacions de l'Irgun i del Lehi van continuar. La nit del 2 de gener va tenir lloc una sèrie d'atacs. Un soldat britànic va morir en un atac amb una mina contra un a Porta-metralladora Bren a Qiryat Motsqin. Es van dur a terme atacs amb granades contra quatre instal·lacions militars a Jerusalem. Diversos vehicles van ser minats i instal·lacions policials i militars a Tel Aviv i prop de Kiryat Haim van ser atacades amb morters, bombes i trets. L'Irgun també va atacar el quarter general militar britànic a Citrus House a Tel Aviv, i un policia jueu va morir en l'assalt. Les tropes britàniques i els combatents de l'Irgun van intercanviar foc, i es va intentar destruir vehicles blindats aparcats fora de l'edifici amb llançaflames , però el foc britànic dirigit als operadors del llançaflames de l'Irgun els va obligar a retirar-se. Durant els dies següents, tres vehicles militars i policials van ser minats, causant diversos ferits, i l'estació de tren de Hadera va ser atacada. En el que s'ha descrit com el primer atemptat amb cotxe bomba de la història, el Lehi va bombardejar la seu de la policia del districte a Haifa el 12 de gener, utilitzant un camió carregat de bombes que estava aparcat al costat de l'edifici i abandonat abans d'explotar. Dos policies britànics i dos àrabs van morir. Durant aquest temps, els britànics van continuar reforçant la seva guarnició a Palestina i es van imposar restriccions estrictes al moviment del personal britànic per reduir la seva vulnerabilitat. Es va instruir als soldats que només caminessin en grups de no menys de quatre persones quan estiguessin fora de la base i que evitessin els cafès.
Després que el combatent de l'Irgun Dov Gruner fos condemnat a mort per un tribunal militar a Jerusalem el 24 de gener, l'Irgun va segrestar dos ostatges britànics: un major britànic retirat, H.A.I. Collins, de casa seva a Jerusalem, i un jutge britànic, Ralph Windham, de la seva sala de justícia a Tel Aviv mentre escoltava un cas. Els britànics van imposar immediatament un toc de queda a Tel Aviv i a grans parts de Jerusalem i Haifa. Després que l'Agència Jueva rebés informació informal que l'execució de Gruner no es duria a terme, els dos homes van ser alliberats.
A principis de febrer de 1947, els britànics van llançar l'operació Polly, una evacuació de tots els civils britànics no essencials de Palestina. Al febrer es van dur a terme diversos atacs amb mines i es van sabotejar oleoductes. El 19 de febrer es va produir un atac amb morter a l'aeròdrom d'Ein Shemer, i un civil britànic i dos jueus van morir en un atac al Barclays Bank de Haifa.

### Període de la llei marcial

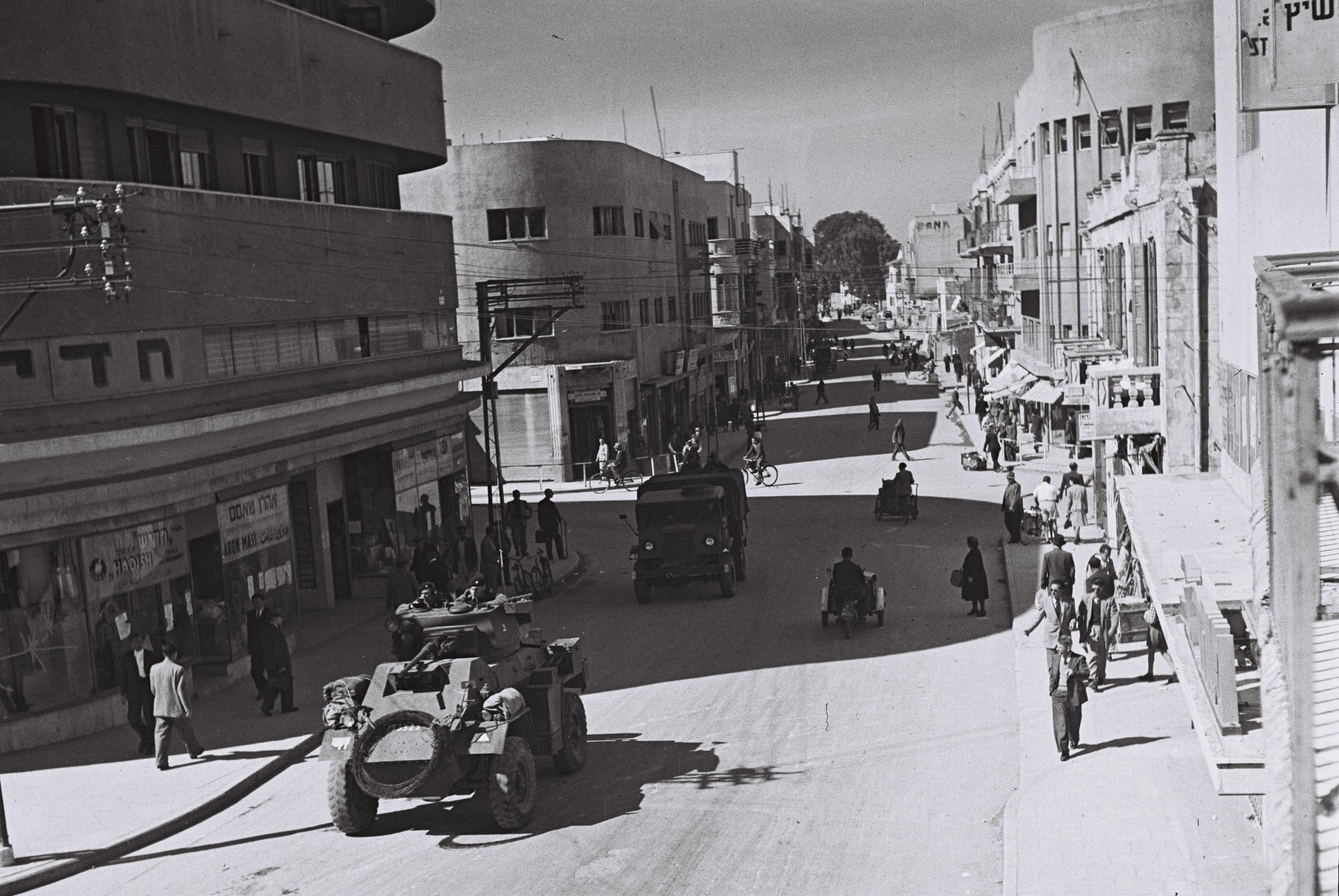
Vehicles de l'exèrcit britànic patrullen un carrer de Tel Aviv durant una pausa de tres hores del toc de queda.

L'administració palestina havia amenaçat cada cop més amb l'aplicació de la llei marcial a les zones jueves com a resposta a la contínua activitat insurgent. L'Irgun tenia curiositat per saber quins efectes tindria la llei marcial i va decidir provocar-la deliberadament llançant una onada d'atacs a tot Palestina l'1 de març.
L'1 de març de 1947, l'Irgun va llançar una sèrie d'atacs a tota Palestina, començant amb un atac al club d'oficials Goldsmith, un club d'oficials de l'exèrcit britànic situat a la zona de seguretat de Jerusalem. Sota la cobertura del foc de metralladora, un equip d'assalt de l'Irgun va conduir fins al club en un camió de l'exèrcit robat, que va passar per una bretxa a les defenses de filferro espinós que envoltaven l'entrada a un aparcament militar a prop del club. Tres combatents de l'Irgun vestits amb uniforme de batalla de l'exèrcit britànic van saltar del camió i van llançar càrregues explosives a l'edifici abans de retirar-se ràpidament. L'explosió va causar greus danys a l'edifici i va matar 13 persones que hi havia a dins: quatre soldats, inclosos dos oficials, i nou empleats civils, inclòs el gerent general italià del club. Durant l'atac, un vehicle de policia britànic proper va ser arrasat per foc de metralladora, matant un policia i ferint-ne tres més. L'Irgun també va dur a terme atacs amb mines a les carreteres interurbanes contra vehicles militars britànics. Dos soldats van morir quan un cotxe de reconeixement va detonar una mina a la carretera Haifa-Jaffa i un altre soldat va morir per una mina d'un vehicle a Tel Aviv. Els dipòsits de l'exèrcit a Hadera, Pardes Hanna-Karkur i Beit Lid van ser atacats amb foc de morter i metralladora, i 15 vehicles van ser destruïts en un atac contra un aparcament de vehicles de l'exèrcit a Haifa. Un total de 18 persones van morir, inclosos 13 civils.
Els britànics van imposar ràpidament tocs de queda i van dur a terme escorcolls. L'endemà, les autoritats van declarar la llei marcial a l'àrea metropolitana de Tel Aviv, en una zona que abastava les ciutats i pobles de Tel Aviv, Ramat Gan, Bnei Brak, Givatayim i Petah Tikva, a la plana de Xaron, i en quatre barris jueus de Jerusalem. A la regió de Tel Aviv, l'operació es va anomenar Operació Hippo, mentre que a Jerusalem es va anomenar Operació Elefant. Fins a 300.000 jueus es van veure afectats. Els residents jueus de les zones sota llei marcial van ser sotmesos a toc de queda durant gairebé tres hores del dia. Els serveis civils van ser suspesos i la jurisdicció sobre els delictes penals civils es va transferir dels tribunals civils als tribunals militars. La majoria dels serveis telefònics es van tallar, es va prohibir la conducció de vehicles que no pertanyessin a les forces de seguretat i es va requerir un permís per entrar i sortir de les zones afectades. Els soldats britànics van dur a terme escorcolls a totes les zones afectades. Es va concedir als soldats autoritat policial i se'ls va dir que disparessin als infractors del toc de queda tan bon punt els veiessin. A Tel Aviv, les tropes van disparar contra vianants i conductors, i un funcionari jueu va tenir el cotxe acribillat a trets. A Jerusalem, les tropes britàniques van matar dos civils jueus durant el període de la llei marcial, inclosa una nena de quatre anys que era al balcó de casa seva a Jerusalem. La llei marcial es va imposar tant per buscar membres de l'Irgun i el Lehi com per infligir pèrdues econòmiques al Yixuv com a càstig col·lectiu per la manca de cooperació de l'Agència Jueva i la població jueva amb les autoritats en la repressió de la insurrecció.
Malgrat això, els atacs de l'Irgun i el Lehi, tant dins com fora de les zones sota llei marcial, van continuar. El dia que es va declarar la llei marcial, tres soldats britànics van morir en un atac amb una mina amb vehicles al Mont Carmel de Haifa, i un altre soldat va morir per una mina a Hadera. Els atacs contra instal·lacions i vehicles militars i policials, així com el sabotatge ferroviari, van continuar durant tot el període de la llei marcial. L'Oficina d'Avaluacions Municipals de Haifa va ser destruïda el 5 de març, i dos dies després, els equips d'assalt de l'Irgun van atacar simultàniament tres objectius a Tel Aviv, inclòs el quarter general de l'exèrcit a Citrus House. El 12 de març, l'Irgun va dur a terme un assalt abans de l'alba al campament del Royal Army Pay Corps a l'orfenat Schneller de Jerusalem, que estava situat en una zona sota llei marcial, dins d'una zona de seguretat britànica. Després de trencar les fortificacions perifèriques i tallar el filferro espinós, van col·locar càrregues explosives a la instal·lació sota foc de cobertura. L'explosió resultant va danyar greument la instal·lació i va matar un soldat britànic. El 14 de març van volar pels aires un oleoducte a Haifa i un tram de la línia ferroviària prop de Be'er Ya'akov.
La llei marcial es va aixecar el 17 de març després de 15 dies. Les autoritats van anunciar que 78 persones havien estat arrestades per presumpta activitat insurgent, de les quals 15 van ser identificades com a membres del Lehi, 12 com a membres de l'Irgun i la resta "connectades". El Yixuv va patir unes pèrdues econòmiques estimades de 10 milions de dòlars com a resultat de la llei marcial. Els atacs van continuar durant tot el període de la llei marcial, i entre l'1 i el 13 de març, 14 membres britànics i 15 civils van morir en atacs insurgents. Els atacs contra les forces de seguretat i el sabotatge d'oleoductes van continuar després que s'aixequés la llei marcial, amb un oficial mort en un atac a Ramla el 20 de març i un soldat mort en un atac amb una mina al tren El Caire-Haifa a Rehovot. Un oficial i un policia britànics van ser assassinats a trets mentre anaven a cavall el 29 de març.

### El punt àlgid de la insurrecció
A primera hora del matí del 31 de març, el Lehi va dur a terme l'atac més devastador contra la indústria petroliera de la campanya. Dues bombes van detonar a la refineria de petroli de Haifa, provocant que la instal·lació s'incendiés. Els tancs de petroli van cremar incontrolablement durant gairebé tres setmanes, i els incendis no es van controlar fins al 18 d'abril. Les organitzacions clandestines van continuar la seva campanya. Dos agents britànics van ser tirotejats a Jerusalem el 8 d'abril, un dels quals va morir. Una sèrie d'atacs de l'Irgun van tenir lloc a Tel Aviv, Haifa i Netanya. Davant dels atacs continus, els britànics van reaccionar amb càstigs col·lectius i la pena de mort per reafirmar l'autoritat. El 14 d'abril, les autoritats van desallotjar 110 jueus de les seves llars al barri de Hadar HaCarmel de Haifa com a càstig col·lectiu per un atac amb una mina contra un jeep britànic en una carretera propera deu dies abans. El 16 d'abril, quatre combatents de l'Irgun que havien estat condemnats a mort –Dov Gruner, Yehiel Dresner, Mordechai Alkahi i Eliezer Kashani - van ser executats a la presó d'Acre. L'endemà, les autoritats van programar les execucions del combatent de l'Irgun Meir Feinstein i del combatent del Lehi Moshe Barazani, que havien estat condemnats a mort i esperaven l'execució a la presó central de Jerusalem, per al 21 d'abril. L'Irgun va intentar trobar ostatges britànics per salvar-los la vida, però havent-ho previst, els britànics van confinar gairebé totes les seves tropes a casernes o dins de les zones de seguretat, i les patrulles de l'Irgun van vagar infructuosament pels carrers a la recerca d'un soldat vulnerable. Tanmateix, l'Irgun va aconseguir introduir de contraban una granada a Feinstein i Barazani. Tot i que originalment tenien previst matar els seus botxins amb la granada, després d'assabentar-se que un rabí els acompanyaria a la forca, es van suïcidar detonant la granada mentre s'abraçaven, amb la granada enganxada entre ells, unes hores abans de les seves execucions programades. Posteriorment, l'Irgun va intentar segrestar britànics per penjar-los com a represàlia, però va fracassar sistemàticament i finalment es va rendir després que un grup de membres de l'Irgun finalment segrestés un empresari britànic d'un bar, però li perdonés la vida després de saber que era jueu.
L'Irgun i el Lehi van continuar duent a terme operacions militars normals durant aquest període. El 18 d'abril, un soldat britànic va morir en un atac contra un centre mèdic, i una estació de la Creu Roja va ser bombardejada amb nombrosos soldats ferits dos dies després. El 21 d'abril, es van produir atacs contra cotxes militars en tres llocs i dos jeeps van ser minats. El 22 d'abril, el tren El Caire-Haifa va ser minat prop de Rehovot i tirotejat després del descarrilament. Cinc soldats britànics i tres civils van morir. Un altre soldat va morir en un atac a Jerusalem. El 25 d'abril, una furgoneta carregada de bombes que havia estat robada del Palestine Post and Telegraph es va utilitzar per bombardejar unes instal·lacions de la Policia de Palestina a Sarona, matant quatre agents britànics. L'endemà, Lehi va assassinar Albert Conquest, el superintendent adjunt de policia, que era el cap de la CID de Haifa.

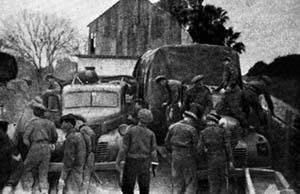
Homes de l'Irgun amb uniformes de l'exèrcit britànic, preparant-se per escenificar la fuga de la presó d'Acre

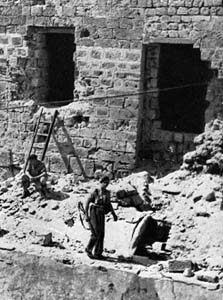
El mur de la presó d'Acre després de la fugida

El 4 de maig de 1947, l'Irgun va dur a terme la fuga de la presó d'Acre. Un comboi de l'Irgun disfressat de comboi militar britànic va entrar a Acre i els combatents de l'Irgun disfressats de soldats britànics van fer un forat a la paret de la presó d'Acre amb càrregues explosives, mentre que els 41 membres de l'Irgun i el Lehi que havien estat designats com a fugitius van avançar i van irrompre a través de les portes interiors amb càrregues explosives que els havien estat introduïdes de contraban. Mentre escapaven, van crear un incendi i van llançar granades per causar més confusió dins de la presó. Els presoners van escapar pel forat i van pujar als camions, que després van fugir d'Acre per la ruta d'escapament designada. Mentrestant, els esquadrons de bloqueig de l'Irgun van minar totes les carreteres cap a Acre excepte la ruta d'escapament designada i un esquadró de l'Irgun va llançar un atac de morter contra un campament de l'exèrcit britànic abans de retirar-se per retardar qualsevol resposta. Cinc soldats britànics van resultar ferits en l'explosió d'una mina. Tanmateix, un dels esquadrons de bloqueig no es va retirar a temps i va ser capturat. El primer camió d'escapament va topar amb un bloqueig de carretera britànic i tots els fugitius van morir o van ser recapturats, inclòs un mort accidentalment per foc amic. El segon camió va rebre una ràfega de foc però va aconseguir escapar. En total, quatre membres del grup atacant de l'Irgun van morir i cinc van ser capturats, i cinc dels fugitius van morir. Dels 41 fugitius designats, 27 van aconseguir escapar, juntament amb 214 presoners àrabs.
Dos dies després de la batuda a la presó d'Acre, una unitat policial especial comandada per Roy Farran va segrestar Alexander Rubowitz, un membre desarmat del Lehi de 17 anys que posteriorment va ser assassinat per Farran, cosa que va provocar un escàndol. Farran va ser jutjat però absolt per l'afer.
L'Irgun i el Lehi van continuar amb atacs regulars com ara sabotatge ferroviari, bombardejos, mines, atacs amb trets i sabotatge d'oleoductes. Quatre policies i dos soldats van morir entre el 12 i el 16 de maig. Tanmateix, el problema més urgent per a l'alt comandament de l'Irgun va ser la captura de cinc homes del grup atacant durant l'assalt a la presó d'Acre. Hi havia la certesa que serien jutjats i condemnats per delictes capitals i, mentre que dos d'ells, Amnon Michaelov i Nachman Zitterbaum, eren legalment menors d'edat i, per tant, massa joves per ser penjats, els altres tres, Avshalom Haviv, Meir Nakar i Yaakov Weiss, no ho eren. L'Irgun immediatament va començar a buscar ostatges. Dos policies van ser segrestats d'una piscina a Herzliya, però van escapar poc després. Durant aquest període, el Haganà va dur a terme una campanya que l'Irgun va anomenar la "Petita Temporada". A causa de la presència del Comitè Especial de les Nacions Unides sobre Palestina (UNSCOP), que va arribar el 16 de juny per investigar les condicions a Palestina i recomanar una solució, el Haganà va actuar per contenir l'Irgun, frustrant diverses operacions de l'Irgun. Un membre del Haganà va morir per un artefacte explosiu quan el Haganà va frustrar un atac potencialment catastròfic contra Citrus House. Tanmateix, el Haganà no va col·laborar directament amb les forces de seguretat ni va lliurar els combatents clandestins als britànics com havia fet durant la Saison. El mateix dia que va arribar l'UNSCOP, un tribunal militar britànic va condemnar a mort Haviv, Nakar i Weiss. La recerca contínua d'ostatges per part de l'Irgun es va enfrontar a més complicacions quan el Lehi va decidir venjar la mort d'Alexander Rubowitz amb atacs contra personal britànic. Tement que seria encara més difícil trobar ostatges amb les precaucions de seguretat addicionals, l'Irgun va demanar al Lehi que ajornés els seus atacs previstos, i el Lehi va acceptar esperar una setmana. Després que els intents fracassessin per capturar un oficial de policia i un oficial administratiu, el Lehi va llançar una sèrie d'atacs a trets. Tres soldats britànics van morir en un atac a Tel Aviv, i un oficial britànic va morir en un atac a una cafeteria a Haifa. Quatre soldats també van resultar ferits en un atac a una platja a Herzliya.
L'11 de juliol, l'Irgun va segrestar dos soldats britànics, els sergents Clifford Martin i Mervyn Paice, a Netanya com a ostatges dels tres membres de l'Irgun que havien estat condemnats a mort. Posteriorment, l'exèrcit britànic va posar un cordó al voltant de Netanya i vint assentaments jueus dels voltants en una operació amb el nom en clau Operació Tigre. Es va imposar la llei marcial i els residents van ser mantinguts sota toc de queda mentre les tropes buscaven els sergents a la zona. El Haganà, que encara estava involucrada en la "Petita Temporada", també va dur a terme recerques dels sergents. Al mateix temps, les autoritats jueves van sol·licitar que es perdonés la vida dels tres membres condemnats de l'Irgun. Els sergents van ser retinguts en un búnquer sota una fàbrica de diamants que les forces de seguretat no van trobar malgrat haver escorcollat la fàbrica dues vegades.
Durant tot el juliol, l'Irgun i el Lehi van llançar un nombre massiu d'atacs, mentre que el Haganà també va dur a terme accions contra els britànics, amb el Palmach atacant l'estació de radar del Mont Carmel i sabotant el vaixell de transport britànic Empire Lifeguard a Xipre. En les dues últimes setmanes de juliol, es van produir més de 100 atacs en què les forces de seguretat van patir 13 morts i 77 ferits, amb només un insurgent jueu mort.

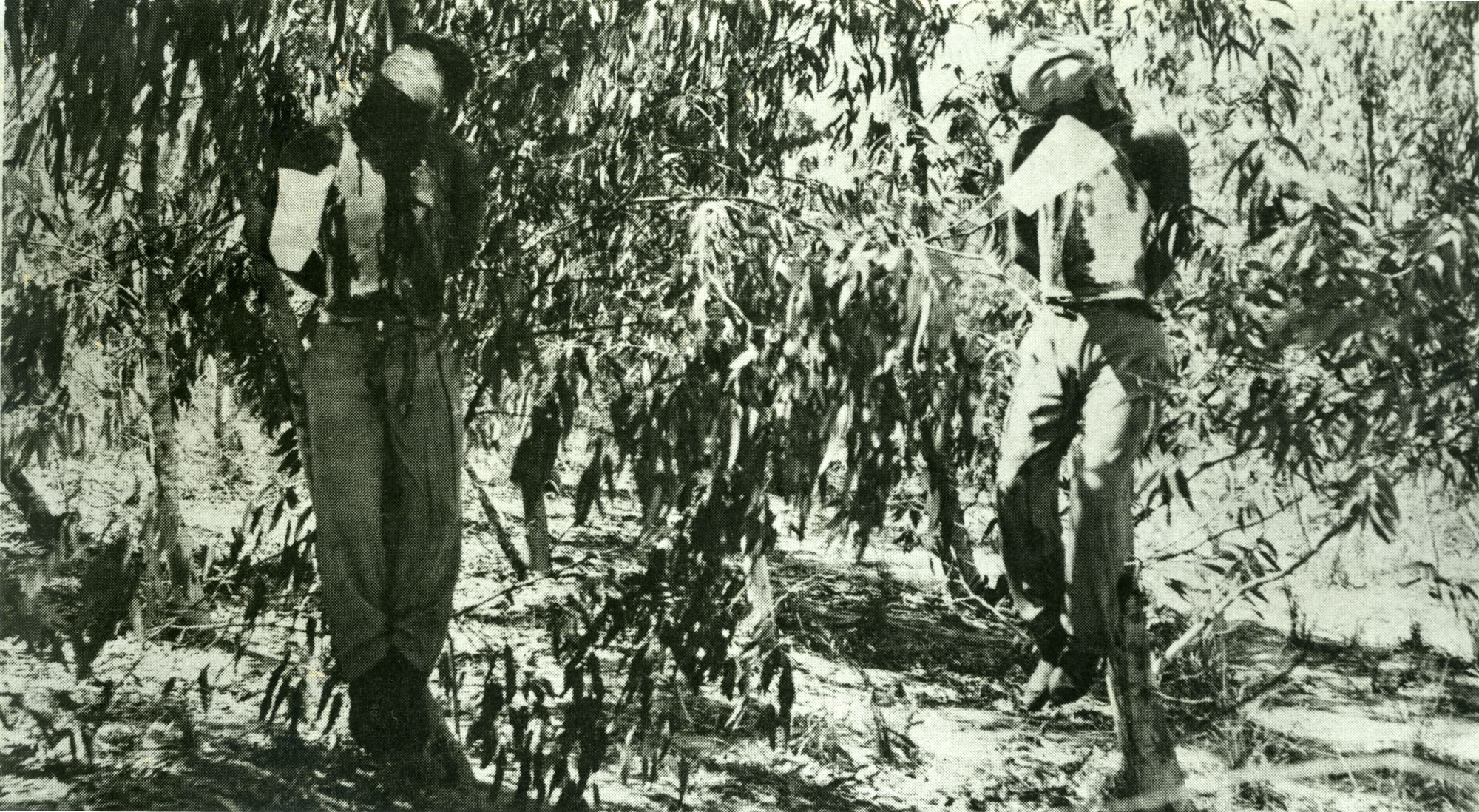
Els cossos dels sergents britànics penjats tal com van ser trobats

El 29 de juliol, les autoritats britàniques van executar Haviv, Nakar i Weiss a la presó d'Acre. En el que es va conèixer com l'afer dels sergents, l'Irgun va prendre represàlies matant Martin i Paice i penjant els seus cossos en un bosquet d'eucaliptus a Netanya. Els cossos estaven atrapats amb una mina explosiva que va explotar mentre es tallava el cos de Martin, ferint un oficial britànic. L'incident va causar una indignació generalitzada entre les forces de seguretat de Palestina i el públic i el govern britànics. La policia britànica va arrasar Tel Aviv, matant cinc civils jueus i ferint-ne 15. Van esclatar disturbis antisemites a Gran Bretanya en resposta als assassinats. Els britànics van reaccionar arrestant 35 líders polítics jueus, inclosos els alcaldes de Tel Aviv, Netanya i Ramat Gan, i els van retenir sense judici, el moviment juvenil sionista revisionista Betar va ser prohibit i la seva seu va ser assaltada, i l'exèrcit va ser autoritzat a demolir punitivament cases jueves, amb una casa jueva a Jerusalem demolida el 5 d'agost després que es descobrís un amagatall d'armes durant un registre rutinari.
Els penjaments dels sergents s'han vist àmpliament com un punt d'inflexió que finalment va trencar la voluntat britànica de romandre a Palestina. El consens es va anar formant gradualment a Gran Bretanya que era hora d'abandonar Palestina. Mentrestant, l'Irgun va llançar una nova onada d'atacs contra el sistema ferroviari i un membre de l'Irgun va morir en un atac contra una seu de la RAF a Jerusalem. Tres policies britànics van morir quan l'Irgun va bombardejar l'edifici del Departament de Treball de Jerusalem el 5 d'agost. Durant tot l'agost, amb la indignació generalitzada entre els soldats britànics com a resultat dels penjaments dels sergents, les tropes britàniques van disparar repetidament contra civils jueus. Un home jueu a Rishon LeZion va morir quan les tropes britàniques van disparar contra un grup d'homes en un lloc de refrescos a l'aire lliure i van disparar contra la policia jueva que va ser cridada per investigar abans d'escapar, i un nen de nou anys va morir per trets indiscriminats en un assentament jueu a Shomron. Malgrat això, el conflicte va començar a disminuir a mesura que els enfrontaments entre jueus i àrabs s'intensificaven.

### Fase final de la insurrecció
El setembre de 1947, el gabinet britànic va decidir evacuar Palestina. Tot i que des de setembre fins a finals de novembre es van produir alguns atacs a trets i bombardejos que van matar diversos soldats i policies, inclòs un  bombardeig de l'Irgun a la seu de la policia a Haifa que va cridar l'atenció per la sofisticació tècnica implicada. A finals d'octubre van esclatar nous enfrontaments entre el Haganà i l'Irgun durant els quals el Haganà va disparar a dos homes de l'Irgun a Rishon LeZion, però els enfrontaments es van apagar. Cinc membres del Lehi, incloses tres dones, també van morir en un atac a un refugi del Lehi a Ra'anana, que va provocar assassinats en represàlia de soldats, policies i civils britànics per part del Lehi.
El 29 de novembre de 1947, les Nacions Unides van recomanar la partició de Palestina en estats jueus i àrabs, segons el Pla de les Nacions Unides per a la partició de Palestina a la Resolució 181 de l'Assemblea General de l'ONU. Gairebé immediatament, el Mandat va esfondrar-se en una guerra civil entre les poblacions jueva i àrab. La insurrecció contra els britànics va continuar, tot i que el Haganà, l'Irgun i el Lehi es van centrar en la lluita contra els àrabs. Un incident notable durant aquest temps van ser els atemptats amb bomba del tren El Caire-Haifa, que van matar 28 soldats britànics.
El Mandat Britànic va acabar el 15 de maig de 1948, amb la declaració d'independència de l'Estat d'Israel el dia anterior, cosa que va anar seguida de l'esclat de la Guerra Àrab-Israeliana de 1948 entre Israel i els seus estats àrabs veïns.

### Campanya de propaganda
La insurrecció va anar acompanyada d'una campanya de propaganda local i internacional per guanyar-se la simpatia a l'estranger. Les autoritats del Yixuv van donar a conèixer la difícil situació dels supervivents de l'Holocaust i els intents britànics d'impedir-los que emigressin a Palestina, amb l'esperança de generar publicitat negativa contra la Gran Bretanya arreu del món. Ben-Gurion va declarar públicament que la insurrecció jueva estava "nodrida per la desesperació", que la Gran Bretanya havia "proclamat la guerra contra el sionisme" i que la política britànica era "liquidar els jueus com a poble". Van ser de particular importància les intercepcions britàniques dels corredors del bloqueig que transportaven immigrants jueus. L' incident del SS Exodus, en particular, es va convertir en un esdeveniment mediàtic important. La propaganda contra els britànics pel seu tracte als refugiats es va difondre arreu del món, incloent-hi afirmacions que l'Exodus era un "Auschwitz flotant". En un incident, després que un nadó morís al mar a bord d'un vaixell de l'Aliyah Bet, el cos es va mostrar públicament a la premsa després que el vaixell atracés a Haifa per al trasllat dels passatgers a Xipre, i es va dir als periodistes que "els bruts assassins nazi-britànics van sufocar aquesta víctima innocent amb gas".
A través d'una campanya de propaganda internacional ben organitzada, l'Irgun i el Lehi van arribar a possibles partidaris internacionals, particularment als Estats Units i especialment entre els jueus americans, que es van tornar cada cop més simpatitzants de la causa sionista i hostils a Gran Bretanya. La seva propaganda afirmava que: les restriccions britàniques a la immigració jueva eren una violació del dret internacional, ja que violaven els termes del mandat; el domini britànic a Palestina era opressiu i havia convertit el país en un estat policial; les polítiques britàniques eren similars a les nazis i antisemites; la insurrecció era autodefensa jueva; i els insurgents estaven guanyant i la retirada britànica de Palestina era inevitable. Aquesta propaganda, juntament amb declaracions i accions de funcionaris britànics i membres de les forces de seguretat interpretades com a antisemites, va guanyar credibilitat internacional als insurgents i va servir per entelar encara més la imatge de Gran Bretanya.
En aquell moment, Gran Bretanya estava negociant un préstec dels Estats Units vital per a la seva supervivència econòmica. El seu tracte amb els supervivents jueus va generar mala publicitat i va animar el Congrés dels Estats Units a endurir les seves condicions. Molts jueus americans van ser inicialment políticament actius pressionant el Congrés per a una suspensió de les garanties del préstec, però grups i polítics jueus van retirar més tard el seu suport i es van pronunciar a favor del préstec, per por de ser acusats de deslleialtat als Estats Units. El president dels Estats Units, Harry S. Truman, va exercir una forta pressió sobre el govern britànic per la seva gestió de la situació de Palestina. El conflicte de la postguerra a Palestina va causar més danys a les relacions angloamericanes que qualsevol altre problema.

### Els britànics decideixen abandonar Palestina
A partir d'octubre de 1946, el líder de l'oposició, Winston Churchill, va començar a demanar que Palestina fos cedida a les Nacions Unides.
Durant la insurrecció, el govern britànic va organitzar una conferència a Londres entre representants sionistes i àrabs i va intentar mediar per trobar una solució. Tanmateix, aquestes converses van resultar infructuoses. Els àrabs no estaven disposats a acceptar cap solució excepte una Palestina unificada sota el domini àrab, i mentre els sionistes es van negar rotundament a aquesta proposta, suggerint en canvi la partició. Després d'adonar-se que ni els àrabs ni els jueus no estaven disposats a fer concessions, Bevin va començar a considerar lliurar la qüestió de Palestina a les Nacions Unides.
Gran Bretanya va començar a veure cada cop més els seus intents de reprimir la insurrecció jueva com un exercici costós i inútil, i la seva determinació va començar a debilitar-se. Les forces de seguretat britàniques, que constantment patien baixes, eren incapaces de reprimir els insurgents a causa de les seves tàctiques d'atropellament i fugida, la poca intel·ligència i una població civil que no cooperava. Els insurgents també estaven fent que el país fos ingovernable; l'atemptat amb bomba de l'Hotel King David va provocar la mort d'un gran nombre de funcionaris i la pèrdua de molts documents, devastant l'administració obligatòria, mentre que els atacs amb artefactes improvisats contra vehicles britànics van començar a limitar la llibertat de moviment de l'exèrcit britànic a tot el país. La fuga de la presó d'Acre i les fuetades i penjades de soldats britànics per part de l'Irgun van humiliar les autoritats britàniques i van demostrar encara més el seu fracàs a l'hora de controlar la situació. Al mateix temps, els atacs duts a terme contra objectius econòmics van costar a Gran Bretanya gairebé 2 milions de lliures en danys econòmics; mentrestant, Gran Bretanya pagava uns 40 milions de lliures anuals per mantenir les seves tropes a Palestina, mentre que alhora el país passava per una profunda crisi econòmica com a conseqüència de la Segona Guerra Mundial, amb talls generalitzats d'energia i racionament estricte, i depenia en gran manera de l'ajuda econòmica americana. També hi havia indicis, com ara diversos atemptats amb bomba reeixits a Londres i la campanya de cartes bomba contra polítics britànics, que els insurgents començaven a portar la guerra a casa seva, a Gran Bretanya. A més, el tracte britànic als supervivents de l'Holocaust i les tàctiques a Palestina estaven donant a Gran Bretanya mala publicitat a tot el món, especialment als Estats Units, i van valer al govern britànic un assetjament diplomàtic constant per part de l'administració Truman.
El gener de 1947, tots els civils britànics no essencials van ser evacuats de Palestina. El 14 de febrer de 1947, el ministre d'Afers Exteriors britànic, Ernest Bevin, va informar a la Cambra dels Comuns que la qüestió de Palestina es remetria a les Nacions Unides. Mentrestant, depenent de la perspectiva, una guerra de guerrilles de baix nivell, o campanyes de terrorisme, van continuar durant el 1947 i el 1948. Finalment, la insurrecció jueva contra els britànics va quedar eclipsada pels combats judeoàrabs de la Guerra Civil durant el Mandat Britànic de Palestina, que va començar després del vot de l'ONU a favor del Pla de Partició de les Nacions Unides.
El 1947, la secció dels Estats Units de la United Jewish Appeal va recaptar 150 milions de dòlars en la seva crida anual, en aquell moment la suma de diners més gran mai recaptada per una organització benèfica dependent de contribucions privades. La meitat es va destinar a Palestina. The Times va informar que Palestina va portar més dòlars a la zona de la lliura esterlina que qualsevol altre país, excepte Gran Bretanya.
L'abril de 1947, la qüestió va ser remesa formalment a l'ONU. En aquell moment, més de 100.000 soldats britànics estaven estacionats a Palestina. La remissió a l'ONU va conduir a un període d'incertesa sobre el futur de Palestina. Es va enviar un comitè de les Nacions Unides, el Comitè Especial de les Nacions Unides sobre Palestina (UNSCOP), per investigar el problema. El 31 d'agost de 1947, l'UNSCOP va recomanar que Palestina es dividís en estats jueus i àrabs. El 20 de setembre de 1947, el gabinet britànic va votar a favor d'evacuar Palestina.
Tot i que la insurrecció va tenir un paper important en la persuasió dels britànics perquè abandonessin Palestina, altres factors també van influir en la política britànica. Gran Bretanya, que s'enfrontava a una profunda crisi econòmica i depenia en gran manera dels Estats Units, s'enfrontava a una càrrega financera massiva per les seves nombroses colònies, bases militars i compromisos a l'estranger. Al mateix temps, Gran Bretanya també havia perdut la peça central de la raó de ser de la seva política a l'Orient Mitjà després del final del Raj britànic a l'Índia colonial. La política britànica a l'Orient Mitjà s'havia centrat en la protecció dels flancs de les seves línies de comunicació marítimes amb l'Índia. Després del final del Raj britànic, Gran Bretanya ja no necessitava Palestina. Finalment, Gran Bretanya encara tenia ubicacions alternatives com Egipte, Líbia i Kenya per basar les seves tropes.

### Partició i guerra civil
vegeu també: Guerra Civil durant el Mandat Britànic de Palestina
El Comitè Especial de les Nacions Unides sobre Palestina va recomanar la partició, i el 29 de novembre de 1947 l'Assemblea General de les Nacions Unides va votar a favor de recomanar la partició de Palestina en dos estats: un àrab i un de jueu. La resolució de partició (181) pretenia que l'administració de Palestina estigués en mans de cinc representants de l'ONU i assumia la lliure immigració jueva a la zona jueva fins i tot abans de la creació d'un estat jueu:
| « | La potència mandatària farà tot el possible per garantir que una zona situada al territori de l'estat jueu, incloent-hi un port marítim i un interior adequats per proporcionar instal·lacions per a una immigració substancial, sigui evacuada el més aviat possible i, en qualsevol cas, no més tard de l'1 de febrer de 1948. | » |

Gran Bretanya es va negar a complir aquestes condicions argumentant que la decisió era inacceptable per als àrabs. No va permetre la immigració jueva fora de la quota mensual, ni va concedir el control als representants de l'ONU (que van ser coneguts com els "cinc pelegrins solitaris"). Un comunicat emès per l'ambaixador britànic a l'ONU afirmava que els presos a Xipre serien alliberats amb la finalització del mandat. Els britànics també es van negar a cooperar amb la comissió de l'ONU que va ser enviada per supervisar la transició; quan els sis membres de la comissió van arribar a Palestina el gener de 1948, l'alt comissionat britànic Alan Cunningham els va assignar un soterrani sense ventilació a Jerusalem des d'on treballar. Gradualment van ser reduïts a buscar menjar i beguda i se'ls va impedir dur a terme les seves funcions.
Durant el període restant del domini britànic, la política britànica va ser garantir que els àrabs no es resistissin a Gran Bretanya ni la culpessin de la partició. Convençuts que la partició era inviable, els britànics es van negar a ajudar l'ONU de cap manera que pogués requerir que les forces britàniques romanguessin en territori palestí (per implementar-la) o convertir el seu exèrcit en un objectiu per a les forces àrabs. D'altra banda, "el Yixuv percebia el perill d'una invasió àrab com una amenaça per a la seva pròpia existència. Sense tenir un coneixement real de les veritables capacitats militars dels àrabs, els jueus es van prendre la propaganda àrab literalment, preparant-se per al pitjor i reaccionant en conseqüència".
Quan els britànics van començar a retirar-se durant els últims mesos del mandat, va esclatar una guerra civil a Palestina entre jueus i àrabs. Durant aquest període, a més de restringir la immigració jueva, Gran Bretanya va lliurar posicions militars i policials estratègiques als àrabs mentre els abandonaven i congelaven els actius de l'Agència Jueva als bancs de Londres. No obstant això, els britànics generalment es van mantenir al marge dels combats i només van intervenir ocasionalment. Tot i així, de vegades encara es veien atrapats entre foc creuat o atacats deliberadament per les seves armes. Hi ha poques proves que Bevin, malgrat la seva hostilitat al sionisme, volgués estrangular l'incipient estat jueu des del naixement. En canvi, la seva principal preocupació sembla haver estat assegurar-se que Egipte conservés el control de les parts del Nègueb que ocupaven, de manera que Gran Bretanya tingués un vincle terrestre entre Egipte i Jordània .
El 22 de febrer de 1948, com a part de la guerra civil, militants àrabs van detonar un camió carregat d'explosius al  carrer Ben Yehuda de Jerusalem, matant unes 60 persones. Dos desertors britànics van ajudar en aquest atac; Eddie Brown, un capità de policia que va afirmar que el seu germà havia estat assassinat per l'Irgun, i Peter Madison, un caporal de l'exèrcit. Havien estat reclutats pel comandant de l'Exèrcit de la Guerra Santa Abd al-Qadir al-Husayni. En venjança, el Lehi va minar dos trens. El primer atac d'aquest tipus, que va tenir lloc el 29 de febrer, va impactar els vagons militars d'un tren de passatgers al nord de Rehovot, matant 28 soldats britànics i ferint-ne 35. Un altre atac el 31 de març va matar 40 persones i en va ferir 60. Tot i que hi havia soldats a bord, totes les víctimes eren civils.
El Haganà havia evitat prèviament el pont ferroviari de Rosh HaNikra durant la seva operació Nit dels Ponts de 1946. Tanmateix, després de l'anunci de finals de 1947 que els britànics es retirarien de Palestina mesos abans del previst, el pont va ser destruït pel 21è Batalló  sota el Palmach a finals de febrer de 1948 per dificultar els enviaments d'armes libaneses a les forces àrabs que s'oposaven al Pla de Partició de l'ONU. Com que les reparacions eren prohibitivament cares, els túnels van ser posteriorment completament segellats. Això va posar fi a l'única connexió entre les xarxes ferroviàries d'ample estàndard europees i nord-africanes.
L'abril de 1948, el Consell de Seguretat va demanar a tots els governs que impedissin l'entrada de personal de combat o armes a Palestina.
Cinc mesos i mig de guerra civil a Palestina van veure una victòria jueva decisiva. Les forces jueves, liderades pel Haganà, van consolidar el seu control sobre una franja de territori a la plana costanera de Palestina i les valls de Jezreel i el Jordà, i van aixafar les milícies àrabs palestines. La societat palestina es va esfondrar.

## Conseqüències: la política britànica durant la guerra de 1948
Com que tots els mandats de la Societat de Nacions havien de ser assumits per les noves Nacions Unides, Gran Bretanya havia declarat que abandonaria Palestina l'1 d'agost de 1948, i posteriorment va fixar la data de finalització del mandat el 15 de maig; el 14 de maig de 1948, els líders sionistes van anunciar la Declaració d'Independència israeliana. Unes hores més tard, a la mitjanit del 15 de maig de 1948, el Mandat Britànic de Palestina va expirar oficialment i va néixer l'Estat d'Israel.
Hores després del final del Mandat, contingents dels exèrcits de quatre estats àrabs veïns van entrar a Palestina, cosa que va desencadenar la Guerra Àrab-Israeliana de 1948. A mesura que la guerra avançava, les forces israelianes van obtenir un avantatge a causa d'un flux creixent d'armes i equipament militar procedents d'Europa que havien estat introduïts clandestinament o subministrats per Txecoslovàquia. En els mesos següents, Israel va començar a ampliar el territori sota el seu control.
Durant la guerra de 1948, 40 oficials britànics van servir a l'exèrcit jordà (aleshores conegut com la Legió Àrab), i el comandant de la Legió Àrab era un general britànic, John Bagot Glubb.
El 28 de maig de 1948, el Consell de Seguretat de les Nacions Unides va debatre Palestina. Els britànics van proposar que es restringís l'entrada d'armes i homes en edat militar a Palestina. A petició dels Estats Units, la prohibició es va estendre a tota la regió. Una esmena francesa permetia la immigració sempre que els soldats no fossin reclutats entre els immigrants.
Els britànics ja havien alliberat gairebé tots els reclusos dels camps d'internament de Xipre, però continuaven retenint uns 11.000 detinguts, principalment homes en edat militar, als camps. Les autoritats britàniques, així com les de les zones d'ocupació americanes a Alemanya i Àustria, van imposar restriccions a l'emigració d'homes en edat militar a Israel durant la guerr.
A l'octubre de 1948, Israel va iniciar una campanya per capturar el Nègueb. El desembre de 1948, les tropes israelianes van fer una incursió de vint milles en territori egipci. Segons els termes del tractat angloegipci, els egipcis podien demanar ajuda britànica en cas d'una invasió israeliana, però els egipcis estaven preocupats per evitar aquesta eventualitat. Durant aquest període, la Royal Air Force va començar a organitzar missions de reconeixement gairebé diàries sobre Israel i el Sinaí, amb avions de la RAF que enlairaven de bases aèries egípcies i de vegades volaven al costat d'avions de guerra egipcis. El 20 de novembre de 1948, la Força Aèria Israeliana va abatre un avió de reconeixement britànic sobre Israel, matant dos aviadors.
El 7 de gener de 1949, les forces israelianes van abatre cinc avions de combat britànics després que un vol d'avions de la RAF sobrevolés un comboi israelià al Sinaí i fossin confosos amb avions egipcis. Dos pilots van morir i un va ser capturat per les tropes israelianes i detingut breument a Israel. El Comitè de Defensa del Regne Unit va respondre a aquest incident i a una sol·licitud jordana enviant dos destructors que transportaven homes i armes a Transjordània. Israel es va queixar a l'ONU que aquestes tropes violaven la Resolució 50 del Consell de Seguretat de les Nacions Unides. Gran Bretanya ho va negar, al·legant que la resolució no s'aplicava a Gran Bretanya i que les tropes no eren noves a la regió, ja que havien estat transferides des d'Egipte. Els britànics també van aconseguir impedir que els enviaments d'alcohol per a l'aviació i altres combustibles essencials arribessin a Israel com a represàlia.
A mesura que les Forces de Defensa d'Israel s'endinsaven al Nègueb, el govern britànic va llançar una campanya diplomàtica per evitar que Israel capturés tota la zona. Gran Bretanya considerava el Nègueb com un pont terrestre estratègic entre Egipte i Transjordània, vital tant per als interessos britànics com per als occidentals a l'Orient Mitjà, i estava desitjosa d'evitar que caigués en mans israelianes. El 19 d'octubre de 1948, Sir Alexander Cadogan, el representant britànic a les Nacions Unides, va pressionar per sancions contra Israel. Els britànics creien que seria en el seu interès estratègic i el d'Occident si mantenien el control de facto d'un pont terrestre des d'Egipte fins a Transjordània, i el secretari d'Afers Exteriors, Ernest Bevin, va intentar persuadir el govern dels Estats Units perquè donés suport a la seva posició i obligués Israel a retirar-se. En particular, Bevin esperava restringir la frontera sud d'Israel a la carretera Gaza-Jericó-Beersheba. L'ambaixador britànic al Caire , Sir Ronald Campbell, va defensar la intervenció militar contra Israel per aturar l'ofensiva de les FDI al Nègueb en un cable del gener de 1949 a Bevin. Tanmateix, la campanya diplomàtica britànica no va aconseguir persuadir el govern dels Estats Units perquè prengués mesures contra Israel, i el president dels Estats Units, Harry S. Truman, es va referir al Nègueb com "una petita zona sobre la qual no val la pena discrepar". Les creixents crítiques internacionals i nacionals van forçar la fi dels intents de Gran Bretanya d'intervenir en la guerra, i Bevin va ordenar a les forces britàniques que es mantinguessin allunyades dels israelians al Nègueb.
El gabinet britànic va decidir finalment que es podien prendre mesures per defensar Transjordània, però que sota cap circumstància les tropes britàniques entrarien a Palestina.
El 17 de gener de 1949, el cap de gabinet va informar el gabinet sobre els esdeveniments a l'Orient Mitjà. El ministre de Salut, Aneurin Bevan, va protestar per la decisió d'enviar armes a Transjordània, presa pel Comitè de Defensa sense l'aprovació del gabinet. Es va queixar que la política britànica a Palestina era incompatible amb l'esperit i la tradició de la política del Partit Laborista i va rebre el suport del viceprimer ministre, Herbert Morrison, i del canceller de l'Hisenda, Stafford Cripps.
El gener de 1949, el gabinet britànic va votar a favor de continuar donant suport als estats àrabs, però també va votar a favor de reconèixer Israel i alliberar els últims detinguts jueus a Xipre. Els últims detinguts van començar a abandonar Xipre al gener i, poc després, Gran Bretanya va reconèixer formalment Israel.

## Víctimes
A continuació es mostra una taula de les baixes sofertes des de l'agost de 1945 fins a l'agost de 1947, tal com van registrar les autoritats britàniques.
|                  | Morts | Ferits | Total |
| ---------------- | ----- | ------ | ----- |
| Britànics        | 141   | 475    | 616   |
| Insurgents jueus | 40    | 23     | 63    |
| Altres jueus     | 25    | 115    | 140   |
| Àrabs            | 44    | 287    | 331   |
| Altres           | 10    | 12     | 22    |
| Totals           | 260   | 912    | 1172  |

## Efectes

### Efecte sobre els interessos mutus britànics-àrabs
Les relacions anglo-àrabs van ser de vital importància per a les preocupacions estratègiques britàniques tant durant la guerra com després, en particular pel seu accés al petroli i a l'Índia a través del Canal de Suez. Gran Bretanya va governar o protegir Oman, Sudan, Kuwait, els Emirats Àrabs, Bahrain i el Iemen , i va tenir tractats d'aliança amb l'Iraq (els tractats anglo-iraquians de 1930 i el 1948) i Egipte (Tractat anglo-egipci de 1936). Transjordània va obtenir la independència el 1946 i el Tractat Anglo-Jordà de 1948 va permetre a Gran Bretanya estacionar tropes a Jordània i va prometre assistència mútua en cas de guerra.

### Efectes sobre els moviments independentistes a tot el món
Segons el documental de la BBC The Age of Terror: In the Name of Liberation, la lluita jueva reeixida per la independència a Palestina va ajudar a inspirar nombroses campanyes violentes per la independència en altres països del món en aquell moment, com ara la del Partit Comunista Malai a l'emergència Malaia i el FLN a la guerra d'Algèria. L'EOKA també va utilitzar tàctiques de l'Irgun a l'emergència de Xipre. El politòleg John Bowyer Bell, que va estudiar tant l'Irgun com l'Exèrcit Republicà Irlandès, va assenyalar que molts homes de l'IRA que va entrevistar a la dècada de 1960 havien estudiat les memòries de Menachem Begin , La Revolta, i les havien utilitzat com a manual per a la guerra de guerrilles. Nelson Mandela va estudiar el llibre i el va utilitzar com a guia per planificar la campanya de guerrilles de l'ANC contra el govern de l'apartheid de Sud-àfrica. L'Organització per a l'Alliberament de Palestina també es va inspirar en l'èxit de l'Irgun. El 2001, les forces invasores dels Estats Units a l'Afganistan van trobar un exemplar de La Revolta i altres llibres sobre la insurrecció jueva a la biblioteca d'un camp d'entrenament d'Al-Qaeda.

## Cronologia

### 1939
- 12 de juny: un expert en explosius britànic va morir intentant desactivar una bomba de l'Irgun prop d'una oficina de correus de Jerusalem.
- 26 d'agost: Dos agents de policia britànics, l'inspector Ronald Barker i l'inspector Ralph Cairns, comandant del Departament Jueu de la C.I.D., van ser assassinats per una mina de l'Irgun a Jerusalem.[113][114]

### 1944
- 12 de febrer: l'Irgun ataca les oficines d'immigració britàniques de Jerusalem, Tel Aviv i Haifa.
- 14 de febrer: dos agents britànics van ser assassinats a trets quan intentaven arrestar combatents del Lehi que enganxaven cartells a Haifa.[115]
- 18 de febrer: una patrulla policial va disparar i matar un civil jueu que no havia respost prou ràpidament al seu desafiament
- 24 de febrer: un agent de policia britànic i quatre agents de la CID van resultar ferits en atemptats amb bomba.[115]
- 27 de febrer: es van llançar atacs amb bomba simultanis contra les oficines d'impostos sobre la renda britàniques.[115]
- 2 de març: un agent britànic va ser greument ferit de tret després de trobar-se amb combatents de l'Irgun que estaven penjant un cartell.[115]
- 13 de març: el Lehi va matar un oficial jueu de la CID a Ramat Gan.[115]
- 19 de març: un membre del Lehi va ser mort a trets mentre es resistia a la detenció per part de la CID a Tel Aviv. El Lehi va respondre amb un atac a Tel Aviv que va matar dos policies i en va ferir un altre.[115]
- 23 de març: combatents de l'Irgun liderats per Rahamim Cohen van assaltar i bombardejar les oficines d'intel·ligència britàniques i van col·locar explosius. Un soldat britànic i un combatent de l'Irgun van morir. Una unitat de l'Irgun liderada per Amichai Paglin va assaltar la seu de la intel·ligència britànica a Jaffa , i combatents de l'Irgun liderats per Yaakov Hillel van assaltar les oficines d'intel·ligència britàniques a Haifa.
- 1 d'abril: un agent britànic va morir i un altre va resultar ferit.[115]
- 13 de juliol: combatents de l'Irgun van irrompre i van bombardejar l'edifici d'intel·ligència britànic al carrer Mamilla de Jerusalem.

29 de setembre: un alt càrrec de policia britànic del Departament d'Intel·ligència Criminal va ser assassinat per l'Irgun a Jerusalem.
- 6 de novembre: els combatents del Lehi Eliyahu Bet-Zuri i Eliyahu Hakim assassinen el polític britànic Lord Moyne al Caire. El xofer de Moyne també mor.
- Novembre de 1944 a febrer de 1945 – la "Temporada de caça" : el Haganà coopera activament amb les autoritats del Mandat en la supressió de l'Irgun

### 1945
- 27 de gener: un jutge britànic va ser segrestat per l'Irgun i alliberat a canvi de detinguts jueus.
- Febrer/març – final de l'anomenada "Temporada de caça", la cooperació del Haganà amb les autoritats contra l'Irgun.
- 22 de març - Els membres del Lehi Eliyahu Bet-Zuri i Eliyahu Hakim van ser penjats al Caire.
- 14 d'agost: els combatents de l'Irgun van dominar i desarmar dos sentinelles britànics i després van fer explotar el pont ferroviari de Yibne.[117]
- Octubre: l' Agència Jueva activa el Moviment de Resistència Jueva, una cooperació entre el Haganà, l'Irgun i el Lehi, fins a l'agost de 1946.
- 10 d'octubre: els combatents del Haganà assalten el camp de detinguts d'Atlit, que els britànics utilitzaven per retenir milers d'immigrants jueus il·legals d'Europa, i alliberen 208 reclusos.[115] L'assalt va ser planejat per Yitshaq Rabín, comandat per Nahum Sarig, i executat pel Palmach.
- 1 de novembre – La Nit dels Trens – Els combatents del Haganà van sabotejar les vies fèrries utilitzades pels britànics i van enfonsar tres vaixells de guàrdia britànics. Al mateix temps, una unitat de l'Irgun liderada per Eitan Livni va assaltar una estació de tren a Lod, destruint diversos edificis i tres locomotores. Un combatent de l'Irgun, dos soldats britànics i quatre àrabs van morir.
- 27 de desembre: combatents de l'Irgun van atacar i bombardejar les oficines d'intel·ligència britàniques a Jerusalem, matant set policies britànics. També van morir dos combatents de l'Irgun. L'Irgun també va atacar un campament de l'exèrcit britànic al nord de Tel Aviv. En l'intercanvi de focs, un soldat britànic i un combatent de l'Irgun van morir, i cinc combatents de l'Irgun van resultar ferits.[118]

### 1946
- 19 de gener: combatents jueus van destruir una central elèctrica i una part de la presó central de Jerusalem amb explosius. Durant l'incident, un insurgent va ser assassinat per la policia.
- 20 de gener: el Palmach ataca l'estació de la guàrdia costanera de Givat Olga. Una persona mor i deu resulten ferides durant l'assalt. Un intent de Palmach de sabotejar l'estació de radar britànica al Mont Carmel va ser frustrat. Els documents confiscats pels britànics indicaven que els atacs eren una represàlia per la confiscació d'un vaixell d'immigrants jueus dos dies abans.[119]
- 22 de febrer: els combatents del Haganà ataquen un fort policial a Tegart amb una bomba de 90 kg.[120]
- 23 de febrer: els combatents del Haganà ataquen les forces policials mòbils britàniques a Kfar Vitkin, Shfar'am i Sharona. En el tiroteig que va seguir, quatre membres del Haganà van morir.
- 26 de febrer: combatents de l'Irgun i el Lehi ataquen tres aeròdroms britànics i destrueixen desenes d'avions. Un combatent de l'Irgun mor.[121]
- 6 de març: un camió militar que transportava 30 combatents de l'Irgun disfressats de soldats britànics es va acostar a un campament de l'exèrcit britànic a Sarafand, on els combatents es van infiltrar a l'armeria i van robar armes. Després de descobrir els combatents, es va iniciar un intercanvi de foc. Les armes i municions que quedaven a l'armeria van ser destruïdes per una mina, i el camió va fugir a gran velocitat. Quatre combatents de l'Irgun van ser capturats, dues d'elles dones. Dos dels combatents capturats van resultar ferits.[121]
- 25 de març: la policia britànica dispara contra el vaixell d'immigrants jueus Wingate quan atracava a Haifa, provocant la mort de Bracha Fuld, membre del Palmach .
- 2 d'abril: l'Irgun va llançar una operació de sabotatge contra la xarxa ferroviària del sud, causant greus danys. Els combatents en retirada van ser envoltats després de ser detectats per un avió de reconeixement britànic. Dos policies britànics van morir i tres soldats britànics van resultar ferits. Dos combatents de l'Irgun van morir, quatre van resultar ferits i 31 van ser arrestats.[121]
- 23 d'abril: Desenes de combatents de l'Irgun disfressats de soldats britànics i presoners àrabs es van infiltrar a la comissaria de Ramat Gan, després van ordenar als policies que entressin a la cel·la de detenció a punta de pistola, van obrir de pressió la porta de l'armeria i la van saquejar. Els porters de l'Irgun van carregar les armes en un camió que esperava. Un policia britànic del pis superior va matar a trets l'artiller Bren de l'Irgun que cobria la batuda des d'un balcó de l'edifici davant de la comissaria i després va disparar als porters, que van continuar carregant armes sota foc. Un membre de l'Irgun va morir mentre corria cap al camió, i el comandant de l'Irgun, Dov Gruner, va resultar ferit i posteriorment capturat pels britànics. Després de carregar les armes, el camió es va dirigir a un hort de tarongers prop de Ramat Gan.[122]
- 25 d'abril: els combatents del Lehi ataquen un aparcament de Tel Aviv que estava sent utilitzat per la  6a Divisió Aerotransportada de l'exèrcit britànic , maten set soldats britànics i saquegen els prestatges d'armes que troben. Després col·loquen mines i es retiren.[123] Alguns soldats britànics van respondre danyant propietats jueves.[124]
- 16-17 de juny – Nit dels Ponts – El Palmach va dur a terme una operació de sabotatge, fent explotar deu dels onze ponts que connectaven la Palestina Mandataria Britànica amb els països veïns, mentre organitzava 50 emboscades i operacions de diversió contra les forces britàniques a tota Palestina. Palmach va perdre 14 morts i 5 ferits en l'operació.[125] Els britànics van respondre amb incursions a Kfar Giladi, Matsuba i Bet HaArava, trobant només una resistència menor. Tres jueus van morir, 18 van resultar ferits i 100 van ser detinguts.[126]
- 17 de juny: el Lehi ataca tallers ferroviaris a Haifa. Onze membres del Lehi moren durant l'atac.
- 18 de juny: els combatents de l'Irgun van prendre com a ostatges sis oficials britànics. Més tard van ser alliberats després que es commutessin les condemnes a mort imposades a dos combatents de l'Irgun.
- 20 de juny: les tropes britàniques que buscaven els sis oficials segrestats el 18 de juny van matar dos militants jueus.[127]
- 29 de juny – Operació Agatha – Unitats militars i policials britàniques van iniciar una operació de tres dies, escorcollant tres ciutats i assentaments jueus a tot Palestina i imposant tocs de queda, arrestant 2.718 jueus i confiscant nombroses armes i municions que es van trobar inesperadament. L'edifici de l'Agència Jueva va ser assaltat i es van confiscar nombrosos documents. Durant l'operació, quatre jueus van morir i 80 van resultar ferits.
- 22 de juliol – Atemptat amb bomba a l'Hotel King David – Els combatents de l'Irgun van bombardejar l'Hotel King David de Jerusalem, que era la seu de les oficines centrals de les autoritats britàniques obligatòries i la seu de les forces britàniques a Palestina i Transjordània. Un total de 91 persones van morir, inclosos 28 soldats, policies i civils britànics. La majoria dels morts eren àrabs. Altres 46 persones van resultar ferides. L'Irgun va patir dues baixes quan els soldats britànics van sospitar i van disparar contra un grup de combatents de l'Irgun mentre fugien de l'escena, ferint-ne dos. Un d'ells va morir més tard a causa de les seves ferides.[128]
- 29 de juliol: la policia britànica va fer una batuda en un taller de fabricació de bombes a Tel Aviv.
- 30 de juliol: Tel Aviv va ser sotmès a un toc de queda de 22 hores durant quatre dies, mentre 20.000 soldats britànics realitzaven escorcolls casa per casa a la recerca de militants jueus. La ciutat va ser segellada i es va ordenar a les tropes que disparessin als infractors del toc de queda. Les tropes britàniques van detenir 500 persones per interrogar-les més a fons i van confiscar un gran dipòsit d'armes, un extens equipament de falsificació, així com 1.000.000 de dòlars en bons governamentals falsificats que es van descobrir en una batuda a la sinagoga més gran de la ciutat.
- Agost: el Haganà cessa la seva cooperació amb l'Irgun i el Lehi (el "Moviment de Resistència Jueva")
- 13 d'agost: una multitud d'uns 1.000 jueus va intentar entrar a la zona portuària de Haifa quan dos vaixells de la Royal Navy salpaven cap a Xipre amb 1.300 immigrants il·legals a bord, i un vaixell amb 600 més va ser escortat fins al port. Els soldats britànics van disparar contra la multitud, matant tres persones i ferint-ne set.
- 22 d'agost: els homes granota de Palyam van enganxar una mina lapa al costat del vaixell de càrrega britànic Empire Rival , que s'havia utilitzat per deportar immigrants jueus a Xipre . Es va fer un forat al costat del vaixell.
- 26 d'agost: les tropes britàniques van escorcollar dos pobles costaners jueus a la recerca de tres jueus implicats en l' incident d'Empire Rival . Durant l'operació, van ser detingudes 85 persones, inclosa tota la població masculina d'un dels pobles.
- 30 d'agost: els soldats britànics descobreixen dipòsits d'armes i municions a Dorot i Ruhama.
- 8 de setembre: combatents jueus sabotegen ferrocarrils en cinquanta llocs de Palestina.
- 9 de setembre: Dos oficials britànics moren en una explosió en un edifici públic a Tel Aviv. Un sergent de policia britànic, TG Martin, que havia identificat i arrestat el líder Lehi i futur primer ministre israelià Yitzhak Shamir, és assassinat a prop de casa seva a Haif.[129]
- 10 de setembre: les forces britàniques imposen un toc de queda i busquen militants a Tel Aviv i Ramat Gan, arrestant 101 persones i ferint-ne quatre.
- 15 de setembre: combatents jueus ataquen una comissaria de policia a la costa, prop de Tel Aviv , però són rebutjats per trets.
- 20 de setembre - Estació de Haifa bombardejada[130][131]
- 6 d'octubre: un membre de la Royal Air Force va ser assassinat a trets.
- 8 d'octubre: Dos soldats britànics van morir quan el seu camió va detonar una mina als afores de Jerusalem. Una figura àrab destacada va resultar ferida en un altre atac amb mines, i també es van trobar mines prop de la seu del govern.
- 8 d'octubre: Dos soldats britànics van morir i tres van resultar ferits quan el seu camió va xocar contra una mina e.[132]
- 31 d'octubre: l'ambaixada britànica a Roma va ser danyada per una bomba.
- 1–2 de novembre: el Palmach enfonsa tres embarcacions de la policia naval britànica.[115]
- 9-13 de novembre: membres jueus de la clandestinitat van llançar una sèrie d'atacs amb mines terrestres i maletes bomba contra estacions de ferrocarril, trens i tramvies, matant 11 soldats i policies britànics i 8 agents àrabs.
- 17 de novembre: Tres policies britànics i un sergent de la Royal Air Force van morir quan el seu camió va xocar contra una mina prop de Lydda.[133]
- 18 de novembre: la policia britànica de Tel Aviv va atacar jueus als carrers i va disparar contra les cases en represàlia per l'atac amb mines que havia tingut lloc el dia anterior. Vint jueus van resultar ferits. Mentrestant, un enginyer britànic que intentava retirar mines plantades prop d'un aeròdrom de la RAF va morir i quatre homes més van resultar ferits quan una de les mines va explotar.
- 20 de novembre: tres persones van resultar ferides quan una bomba va explotar a l'oficina d'impostos de Jerusalem.
- 25 de novembre: el vaixell d'immigrants jueus Knesset Israel va ser capturat per quatre destructors britànics. Els intents de forçar els refugiats jueus a pujar a vaixells de deportació van trobar resistència. Dos refugiats van morir i 46 van resultar ferits. El Haganà va atacar la comissaria de policia de Givat Olga i la comissaria de patrulla costanera de Sydna-Ali, ferint sis policies britànics i vuit àrabs.[115]
- 26 de novembre: els britànics van iniciar una operació de recerca massiva i van establir un cordó de 1.000 homes a la plana de Sharon i a Samaria, buscant els autors dels atacs dels dies anteriors i armes il·legals. Els colons jueus van oposar resistència violenta als soldats. Els britànics van informar de 65 soldats i 16 policies ferits, mentre que els jueus van tenir 8 morts i 75 ferits.[115]
- 2–5 de desembre: Sis soldats britànics i quatre persones més moren en atacs amb bombes i mines.
- 28 de desembre: un presoner de l'Irgun que havia estat condemnat a 18 anys de presó i 18 fuetades va ser fuetejat.
- 29 de desembre – Nit de les Pallisses – Els combatents de l'Irgun van segrestar i fuetejar sis soldats britànics. Els britànics van respondre ordenant als seus soldats que tornessin als campaments de l'exèrcit i establint controls de carretera. Es va aturar un cotxe amb cinc homes armats de l'Irgun que portaven un fuet. Els soldats britànics van obrir foc i van matar un combatent de l'Irgun. Els quatre restants van ser arrestats.[134]

### 1947
- 2 de gener: un soldat britànic va morir quan el porta-artilleria Bren en què viatjava va ser impactat per una mina.[135] L'Irgun també va llançar un atac amb llançaflames contra un aparcament militar a Tiberíades.
- 8 de gener - Dotze membres de l'Irgun van ser arrestats a Rishon LeZion.
- 5 de gener: onze soldats britànics van resultar ferits en un atac amb granades contra un tren a Banha que transportava tropes britàniques a Palestina des d'Egipte .
- 12 de gener: un membre del Lehi va conduir una camioneta bomba contra una comissaria de policia a Haifa, matant dos agents britànics i dos àrabs, i ferint 140 persones.
- 26 de gener: un major britànic retirat, H. Collins, va ser segrestat a Jerusalem, brutalment apallissat i cloroformitzat. Un jutge britànic va ser segrestat l'endemà. Tots dos homes van ser alliberats quan l'alt comissionat britànic Alan Cunningham va amenaçar amb la llei marcial si no els retornaven il·lesos. Collins va morir posteriorment per intoxicació per cloroform, ja que els seus captors havien administrat el cloroform de manera inadequada.[135]
- 1 de març: l'Irgun va bombardejar el Club d'Oficials del carrer King George de Jerusalem, matant 17 oficials britànics i ferint-ne 27, cosa que va provocar una llei marcial que va durar 16 dies. Immediatament després de la declaració de la llei marcial, dos jueus van ser assassinats a trets, un d'ells una nena de quatre anys que estava dreta al balcó de casa seva. Durant el període de la llei marcial, es van arrestar 78 jueus sospitosos de pertànyer a la resistència jueva.[121]
- 2 de març: Tres soldats britànics van morir per una mina terrestre disfressada de pedra que va detonar mentre el seu vehicle passava pel Mont Carmel.[135]
- 3 de març: una mina va fer explotar un cotxe de reconeixement britànic prop de Tel Aviv, matant tres soldats i ferint-ne un.[136]
- 4 de març: cinc soldats britànics van resultar ferits quan el seu camió va ser destrossat per una mina prop de Rishon LeZion, i quatre àrabs van resultar ferits quan un vehicle de la Royal Air Force va ser destruït per una mina prop de Ramla. Una oficina militar britànica a Haifa va ser bombardejada i un petit atac va afectar un campament de l'exèrcit prop de Hadera.[137]
- 9 de març: un campament de l'exèrcit britànic és atacat a Hadera .
- 11 de març: Dos soldats britànics són morts.
- 12 de març: l'Irgun va atacar el campament Schneller, que s'utilitzava com a caserna i oficina del Royal Army Pay Corps. Un soldat britànic va morir i vuit van resultar ferits. També es va assaltar un campament britànic prop de Karkur , es van disparar trets al campament de Sarona i una mina va explotar prop de Rishon LeZion.
- 23 de març: un soldat britànic va morir quan un tren de la línia El Caire-Haifa va xocar contra una mina a Rehovot.[135]
- 29 de març: un oficial britànic va morir quan uns combatents jueus van emboscar un grup de cavalleria britànica prop de Ramla.
- 2 d'abril: l'Ocean Vigour, un carguer britànic utilitzat per transportar immigrants il·legals capturats a Xipre, va patir danys en un atac amb bomba per part del Palyam, la força naval del Palmach.
- 3 d'abril: un camió militar britànic va ser danyat i sortit de la carretera per una mina a Haifa, i va ferir dos soldats de la 6a Divisió Aerotransportada.[138] El vaixell de transport britànic Empire Rival va ser danyat per una bomba de rellotgeria mentre es dirigia de Haifa a Port Said.
- 7 d'abril: una patrulla britànica mata el militant jueu Moshe Cohen.
- 8 d'abril: un agent britànic va ser mort en represàlia per la mort de Cohen. Un noi jueu també va ser assassinat per les tropes britàniques.
- 13 d'abril: els britànics capturen el vaixell d'immigrants jueus Theodor Herzl . Tres refugiats jueus moren i 27 resulten ferits durant la presa de possessió.
- 14 d'abril: la Royal Navy captura el vaixell d'immigrants jueus Guardian . Dos jueus moren i 14 resulten ferits durant la presa de possessió.
- 17 d'abril: el centre de descans de l'exèrcit britànic a Netanya va ser atacat per tres combatents jueus que van matar un sentinella a trets, van llançar tres bombes i després van escapar.[139]
- 19 d'abril: Quatre combatents de l'Irgun (Dov Gruner, Yehiel Dresner, Mordechai Alkahi i Eliezer Kashani) van ser penjats per les autoritats britàniques. L'Irgun va respondre amb tres atacs; un soldat britànic va morir durant un atac a una estació de servei de campanya prop de Netanya, un transeünt civil va morir durant un atac a un vehicle blindat britànic a Tel Aviv, i es van disparar trets contra les tropes britàniques a Haifa.
- 21 d'abril: el membre de l'Irgun Meir Feinstein i el membre del Lehi Moshe Barzani es van suïcidar a la presó amb granades que els havien passat de contraban dins de taronges buides, hores abans de ser penjats.
- 22 d'abril: un tren de tropes britàniques que arribava del Caire va ser bombardejat als afores de Rehovot, cosa que va causar la mort de cinc soldats i tres civils, i va ferir 39 persones. En un incident separat, dos soldats britànics van morir a Jerusalem.[135]
- 25 d'abril: el Lehi va bombardejar un complex policial britànic i va matar quatre policies.
- 26 d'abril: un oficial de policia britànic és mortt.
- 4 de maig – Fugida de la presó d'Acre – Els membres de l'Irgun que treballaven amb presoners jueus dins de la presó d'Acre van aconseguir fer un forat a la paret i assaltar la presó, alliberant 28 presoners jueus. Nou combatents de l'Irgun i del Lehi, inclòs el comandant Dov Cohen, van morir durant la retirada.[140] Cinc combatents de l'Irgun i vuit fugitius van ser capturats més tard.
- 6 de maig: una unitat antiterrorista britànica dirigida per Roy Farran va segrestar Alexander Rubowitz, membre del grup Lehi de 17 anys, i posteriorment el va torturar i matar.[141]
- 12 de maig: Dos policies britànics van ser assassinats per combatents jueus a Jerusalem.
- 15 de maig: Dos soldats britànics van morir i set van resultar ferits per l'atac del Lehi. Un policia britànic també va morir en una emboscada.
- 16 de maig: un agent britànic i un superintendent de policia jueu van ser assassinats.
- 4 de juny: es descobreixen a Londres vuit cartes bomba del Lehi dirigides a alts funcionaris del govern britànic, inclòs el primer ministre Clement Attlee. Un soldat britànic mor a Haifa.[135]
- 28 de juny: els combatents del Lehi van obrir foc contra una filera de soldats britànics que esperaven a fora d'un teatre de Tel Aviv, matant tres soldats i ferint-ne dos. Un britànic també va morir i diversos van resultar ferits en un hotel de Haifa. Un combatent jueu també va resultar ferit.
- 29 de juny: Quatre soldats britànics van resultar ferits en un atac del Lehi a la platja d'Herzliya.
- 17 de juliol: l'Irgun va dur a terme cinc operacions mineres contra el trànsit militar britànic a la rodalia de Netanya, matant un britànic i ferint-ne setze.
- 16 de juliol: un soldat britànic va morir a causa de l'explosió d'una mina en un vehicle prop de Petah Tikva.[135]
- 18 de juliol: un soldat britànic va morir.
- 19 de juliol: l'Irgun va atacar quatre llocs a Haifa, matant un agent britànic i ferint-ne dotze. També va morir un soldat britànic.
- 20 de juliol: un soldat britànic va morir.
- 21 de juliol: una incursió del Haganà va destruir una estació de radar britànica a Haifa que s'utilitzava per rastrejar els vaixells d'Aliyah Bet. En altres llocs, es van disparar obusos de morter contra la seu de la 1a Divisió d'Infanteria britànica a Tel Litwinsky, es va disparar contra un cotxe de l'estat major britànic prop de Netanya i un soldat britànic va morir quan el seu camió va xocar contra una mina prop de Raanana.[142]
- 25 de juliol: un soldat britànic va morir i tres més van resultar ferits quan el seu jeep va xocar contra una mina prop de Netanya. Els combatents jueus també van fer explotar una via de ferrocarril prop de Gaza i van danyar un pont ferroviari prop de Binyamina.[143]
- 26 de juliol: Dos soldats britànics moren per una trampa .
- 27 de juliol: Set soldats britànics van resultar ferits en una emboscada i explosions de mines.
- 29-31 de juliol: l'afer dels sergents: les autoritats britàniques van penjar els combatents de l'Irgun Avshalom Haviv, Yaakov Weiss i Meir Nakar. Com a represàlia, l'Irgun va penjar els sergents del cos d'intel·ligència britànic Mervyn Paice i Clifford Martin, que havien estat segrestats i retinguts com a ostatges prèviament, i després va tornar a penjar els seus cossos dels arbres d'un bosquet d'eucaliptus prop de Netanya. Una mina col·locada a sota va explotar mentre es baixava un dels cossos, ferint un oficial britànic.[144][145] En un incident separat, dos soldats britànics van morir i tres van resultar ferits per una mina terrestre prop de Hadera col·locada per combatents de l'Irgun. Els soldats i policies britànics van reaccionar arrasant Tel Aviv, trencant finestres, bolcant cotxes, robant un taxi i agredint civils. Grups de joves jueus van començar a apedregar les patrulles a peu britàniques, cosa que va fer que es retiressin de la ciutat. En assabentar-se de les lapidacions, membres d'unitats policials mòbils van conduir fins a Tel Aviv en sis vehicles blindats, on van trencar finestres, van assaltar dos cafès i van detonar una granada en el segon, i van disparar contra dos autobusos plens de gom a gom. Cinc jueus van morir i quinze van resultar ferit.[146][147]
- 1 d'agost: durant la processó fúnebre dels cinc jueus assassinats el dia anterior esclaten disturbis antibritànics, i 33 jueus resulten ferits. A Jerusalem, es repel·leix un atac de combatents jueus contra una zona de seguretat britànica a Rehavia. Un atacant mor i dos són capturats.
- 5 d'agost: Tres policies britànics van morir a causa d'una bomba a l'edifici del Departament de Treball de Jerusalem.[148]
- 9 d'agost: l'Irgun bombardeja un tren de tropes britàniques al nord de Lydda i mata l'enginyer jueu.[149][150]
- 15 d'agost - 2 àrabs (inclòs un noi de 13 anys) morts a Jaffa, 1 jueu mort a Kfar Saba , 1 àrab mort a Ramat Gan .[151]
Atac del Haganà a Orange Grove: 11 àrabs, inclosos 4 nens (3 nenes i un nen de 3 anys), els seus pares i un germà adult van ser assassinats en un hort de tarongers als afores de Tel Aviv. El Haganà es va atribuir la responsabilitat, quatre treballadors van morir per foc de metralladora i la família de set membres quan la casa on dormien va ser dinamitada.[151]
- 18 d'agost: un cadet de policia britànic va morir al Mont Sió .[135]
- 22 d'agost: dos soldats britànics van resultar ferits quan el camió militar en què viatjaven va ser impactat per una mina.[152]
- 3 de setembre: una bomba postal enviada per l'Irgun o el Lehi va explotar a la sala de classificació de l'oficina de correus de l'Oficina de Guerra Britànica a Londres, i va ferir dos persones.[153]
- 21 de setembre: un missatger britànic va ser assassinat.
- 26 de setembre: Combatents de l'Irgun roben un banc i maten quatre policies britànics.[154]
- 27 de setembre: els britànics assassinen un immigrant jueu il·legal.
- 29 de setembre: 10 morts (4 policies britànics, 4 policies àrabs i una parella àrab) i 53 ferits en un atemptat amb bomba a la seu de la policia de Haifa per part de l'Irgun. Es va utilitzar una tona d'explosius en un barril per al bombardeig i l'Irgun va dir que es va fer el primer dia de Sukkot per evitar baixes jueves.[155][156][157][158]
- 29 de setembre - L'Irgun va bombardejar el tren El Caire-Haifa, a trenta quilòmetres al sud de Haifa, fent-lo descarrilar parcialment. Una persona va ser hospitalitzada.[155]
- 13 d'octubre: Dos soldats britànics moren a Jerusalem.
- 11 de novembre: les forces de seguretat britàniques van assaltar un edifici a Ra'anana on Lehi estava impartint un curs d'armes de foc per a un grup de joves reclutes. Els britànics van obrir foc i van matar quatre adolescents d'entre 15 i 18 anys i el seu instructor de 19 anys. Tres adolescents d'entre 16 i 17 anys van resultar greument ferits. La policia i altres testimonis no es van posar d'acord sobre si els reclutes representaven una amenaça per als soldats. Les armes de l'interior de l'edifici van ser confiscades.[159][160]
- 14 de novembre: Quatre britànics moren a Tel Aviv i Jerusalem.
- 17 de novembre: 2 britànics (un soldat i un agent) moren i 28 més resulten ferits en un atemptat amb bomba/tiroteig en un cafè de Jerusalem.[150]
- 8 de desembre: 4 àrabs i 4 jueus (inclosa una dona i un nen de 3 anys) van morir durant un atac àrab contra Beit Yaakov als afores de Tel Aviv (aquest va ser el primer atac àrab massiu contra un poble jueu).[161]
- 9 de desembre: 7 jueus i 1 àrab moren en enfrontaments a Haifa. Un soldat britànic també mor a Haifa i un altre resulta greument ferit per còctels molotov llançats contra els seus cotxes pels insurgents jueus.[135][161]
- 10 de desembre: un soldat britànic va morir i un altre va resultar ferit a Haifa.[135] Dos àrabs ferits en un bombardeig de l'Irgun a Haifa van morir més tard.[162]
- 11 de desembre: 11 jueus i 9 àrabs van morir i 46 àrabs i 14 jueus van resultar ferits. Un soldat britànic va resultar ferit i va morir més tard (AP va informar de 41 morts en total, altres fonts van informar de 35). Nou de les morts de jueus, juntament amb quatre ferits, van ocórrer durant un atac a un comboi d'autobusos prop d'Hebron. Quatre de les morts d'àrabs i 30 dels ferits van ser per l'atemptat amb bomba d'un autobús libanès-àrab a Haifa.[162][163]
- 12 de desembre: atacs amb bomba clandestins jueus contra autobusos a Haifa i Ramla van matar 2 soldats britànics, 20 àrabs i 5 jueus. Tretze de les morts àrabs van ocórrer durant un atac jueu al poble de Tira, prop de Haifa. Un àrab va resultar ferit en un altre atac jueu al poble de Shefat . Un autobús de British Airways va ser atacat i cremat prop de Lydda per àrabs, i quatre persones (inclòs un funcionari txec) van morir.[164][165]
- 13 de desembre - Bombardejos de l'Irgun: 3 àrabs morts i 22 ferits (3 de gravetat) per bombes llançades des d'un taxi a la Porta de Damasc de Jerusalem, entre les víctimes hi havia nens. Una bomba llançada des d'un cotxe a un cafè de Jaffa va matar 6 adults àrabs (inclòs un nen d'11 anys) i en va ferir 40 més (tres eren menors de 12 anys). 24 homes jueus armats i vestits de soldats van atacar el poble de Yehudiya, prop de Petah Tikva, disparant amb armes de foc i fent explotar cases. 7 àrabs van morir (dues dones i dos nens, de 3 i 4 anys entre ells) i 7 més van resultar greument ferits (dues dones i una nena de 4 anys entre ells).[158][162]
- 14 de desembre: 14 jueus van morir i 9 van resultar ferits, juntament amb 2 soldats britànics, quan tropes de l'exèrcit transjordà van disparar contra un comboi d'autobusos prop de Beth Nabala. Es diu que les tropes jordanes responien a un atac amb granades del comboi. Un nen petit àrab de 18 mesos va morir i un home va resultar ferit per una granada llançada contra un autobús àrab a Jerusalem. Un policia jueu va morir prop de Beersheba[166]
- 16 de desembre: 2 jueus i un àrab morts prop de Beersheba. Tres àrabs morts prop de Gaza (segons sembla, assaltants àrabs).[167]
- 18 de desembre - Atac del Haganà a [Al-Khisas]: 10 àrabs, inclosos cinc nens petits, van morir quan dos cotxes d'homes armats van travessar el poble disparant armes de foc i van fer explotar dues cases. L'atac va ser ordenat pel Haganà com a atac de represàlia per l'assassinat de dos policies d'un assentament jueu.[158]
- 24 de desembre: 4 àrabs i 2 jueus morts i 26 ferits en tirotejos als carrers i autobusos de Haifa.[168]
- 25 de desembre: membres del Lehi metrallen dos soldats britànics en un cafè de Tel Aviv.
- 29 de desembre: Dos agents britànics i 11 àrabs van morir i 32 àrabs van resultar ferits quan membres de l'Irgun van llançar una bomba des d'un taxi a la Porta de Damasc de Jerusalem.[169]

### 1948
- 12 de febrer: un soldat britànic va ser morat per un franctirador a Haifa.[170]
- 19 de febrer: Dos soldats britànics van morir.[170]
- 23 de febrer: Dos policies britànics van ser assassinats.[170]
- 29 de febrer: com a part dels atemptats amb bomba contra els trens del Caire-Haifa, els combatents del Lehi van minar un tren que incloïa vagons utilitzats per les tropes britàniques al nord de Rehovot, matant 28 soldats britànics i ferint-ne 35.[171]
- 3 de març: un soldat britànic va ser assassinat per un franctirador jueu.[170]
- 29 de març: un soldat britànic va morir a causa de l'explosió d'una mina en un vehicle a Jerusalem.[170]
- 6 d'abril: combatents de l'Irgun liderats per Ya'akov Meridor van assaltar el campament de l'exèrcit britànic a Pardes Hanna, matant set soldats britànics.[172]
- 20 d'abril: franctiradors jueus ataquen soldats i policies britànics per tot Haifa, ferint dos policies i un soldat. Les forces britàniques responen al foc i maten cinc franctiradors.[173]
- 28 d'abril: les tropes britàniques van intervenir per aturar l'operació Hametz, cosa que va provocar una petita batalla amb l'Irgun. La intervenció va aconseguir evitar una presa de control jueva de Jaffa, tot i que no va aconseguir expulsar l'Irgun de Menashiya a causa de la forta resistència. Per pressionar Ben-Gurion perquè controlés l'Irgun, els avions britànics van sobrevolar Tel Aviv i també van bombardejar posicions del Haganà a Bat Yam. Finalment, els britànics van emetre un ultimàtum a Ben-Gurion, amenaçant de bombardejar Tel Aviv si no aturava l'ofensiva de l'Irgun. L'endemà, es va arribar a un acord en què els combatents del Haganà substituirien l'Irgun a Menashiya, i el Haganà es va comprometre a no atacar Jaffa fins al final del Mandat. Es va permetre a les tropes britàniques tornar a ocupar el fort policial de Menashiya, però la ciutat va romandre en mans jueves.[174]
- 3 de maig: un llibre bomba del Lehi enviat a la casa dels pares del major britànic Roy Farran va ser oberta pel seu germà Rex, i el va matar.[141]